# Chiese di Busto Arsizio

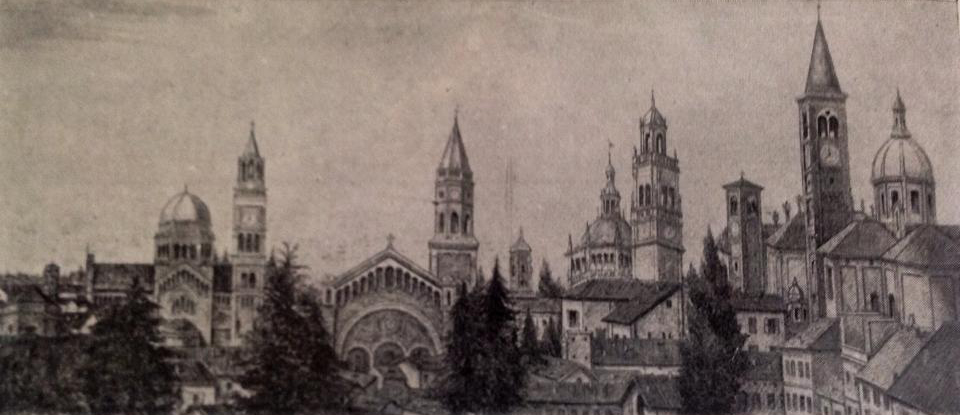
Una panoramica delle principali chiese di Busto Arsizio in una cartolina degli anni trenta

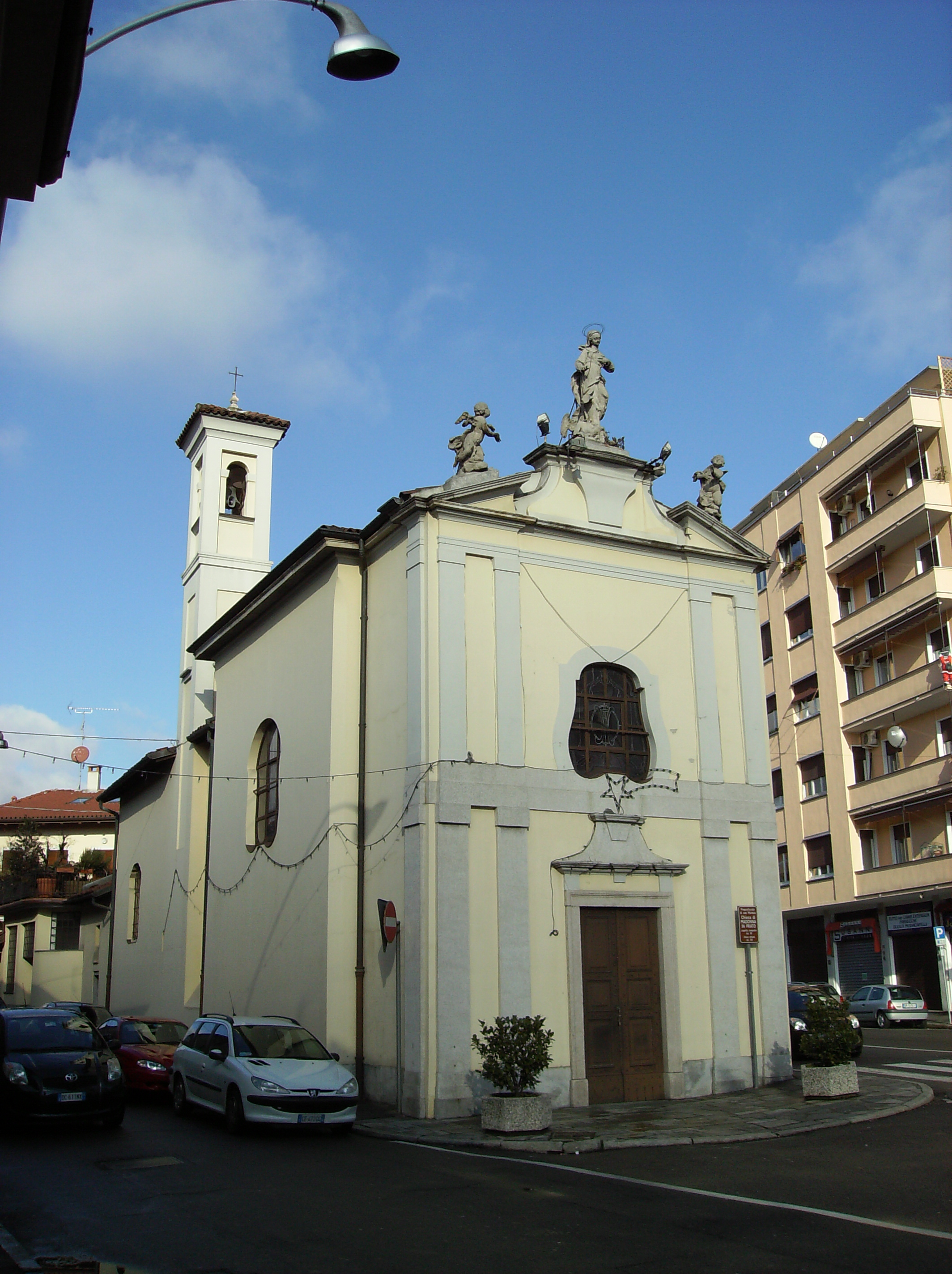
Chiesa di Madonna in Prato

Attualmente a Busto Arsizio si trovano venticinque chiese, tra parrocchiali e ausiliari, e un battistero.
Alcune di queste chiese, in particolare santa Maria di Piazza, san Giovanni Battista e san Michele Arcangelo, sorsero prima dell'anno mille. In età comunale nacquero le prime rettorie, poi denominate parrocchie. Esse comportavano la presenza di un sacerdote al quale era affidava la cura delle anime e che generalmente era residente presso una chiesa preesistente. Busto Arsizio era sottoposta alla pieve di Olgiate Olona, ma la comunità, sulla base delle sue crescenti disponibilità economiche, costituì cinque "benefici curati" fra il XIII e il XVI secolo: tre presso la chiesa di San Giovanni Battista e due presso quella di San Michele Arcangelo, mentre la chiesa di Santa Maria, situata nella piazza centrale del borgo, si configurava come santuario, senza incombenze parrocchiali.
San Carlo Borromeo nel 1583 trasferì a Busto Arsizio le dignità ecclesiastiche della pieve (cioè del distretto) e i curati di San Giovanni e di San Michele vennero innalzati al grado di canonici, come coadiutori del prevosto nella cura delle anime (Busto Arsizio fu pertanto considerata formalmente parrocchia unica).
Nel Seicento un nuovo fervore religioso portò alla costruzione di nuove chiese, come san Gregorio in Camposanto (1632), Madonna in Veroncora (1639) e san Bernardino (1665), oltre che alla ricostruzione delle chiese di san Giovanni Battista (1609) e san Michele Arcangelo (1652). Nel Settecento sorsero Madonna in Campagna (1702), san Rocco (1706), la chiesa vecchia di Sacconago (1708), la chiesa di sant'Anna (1710, poi Tempio Civico), la chiesa di sant'Antonio da Padova (1717, nel territorio di Borsano).
Busto rimase di fatto una sola parrocchia fino al 1906, quando venne attribuita anche a San Michele tale funzione. Successivamente, nel 1928, Borsano e Sacconago vennero annesse al comune, portando a quattro il numero delle parrocchie. Nel corso del Novecento si sono poi formate le altre parrocchie fino ad arrivare al numero attuale, di tredici. È stato questo il secolo in cui sono state costruite più chiese (ben undici, a cui si può aggiungere quella dei Frati minori, sorta in realtà a partire dal 1898, ma terminata durante tale secolo).
Nel corso della storia, molte chiese sono state abbattute per essere successivamente ricostruite con capienza maggiore. Altre chiese, invece, sono state demolite definitivamente: tra di esse si possono ricordare la chiesa di Santa Croce, risalente al 1564 e già sede della confraternita dei Disciplini, sconsacrata nel 1948 e demolita nel 1972; la chiesa borsanese di Santa Maria dei Restagni; quella sinaghina di San Donato; quella di Sant'Eurosia in località Cascina Brughetto (costruita negli anni 1719-1722, dedicata alla giovane martire di Jaca e demolita nel 1952); la cappella di sant'Ambrogio in Canton Santo, non molto distante dalla chiesa di Santa Maria di Piazza.
Nel caso di Sacconago, la costruzione della nuova chiesa (1928) non ha comportato l'abbattimento della chiesa settecentesca dato che furono utilizzati a tale scopo i terreni appartenenti al vecchio cimitero.
Di seguito sono descritte le altre chiese attualmente esistenti sul territorio di Busto Arsizio: in primo luogo il Santuario di Santa Maria, che costituisce la chiesa più importante della città; in secondo luogo le tredici che sono sedi parrocchiali; in terzo luogo le undici che costituiscono le chiese sussidiarie; infine il battistero.
Le chiese parrocchiali sono state tutte costruite nel Novecento, fatta eccezione per la Basilica di san Giovanni, la Prepositurale di san Michele e chiesa dei Frati minori, iniziata nel 1898. Si tratta molto spesso di luoghi di culto edificati in zone di espansione della città, o altre volte di chiese moderne e più capienti che prendono il posto di quelle antiche, come nei casi delle nuove chiese parrocchiali di Sacconago e Borsano, entrambe dedicate ai santi apostoli Pietro e Paolo. Le chiese sussidiarie invece sono tutte più antiche: l'unica eccezione è costituita da san Carlo Borromeo, una delle tre chiese sussidiarie della prepositurale di san Michele Arcangelo. Tale edificio rappresenta l'ultimo luogo di culto cristiano cattolico costruito in città. È stato infatti consacrato nel settembre del 2000 dal cardinal Carlo Maria Martini, allora arcivescovo di Milano.

## Santuario di Santa Maria di Piazza

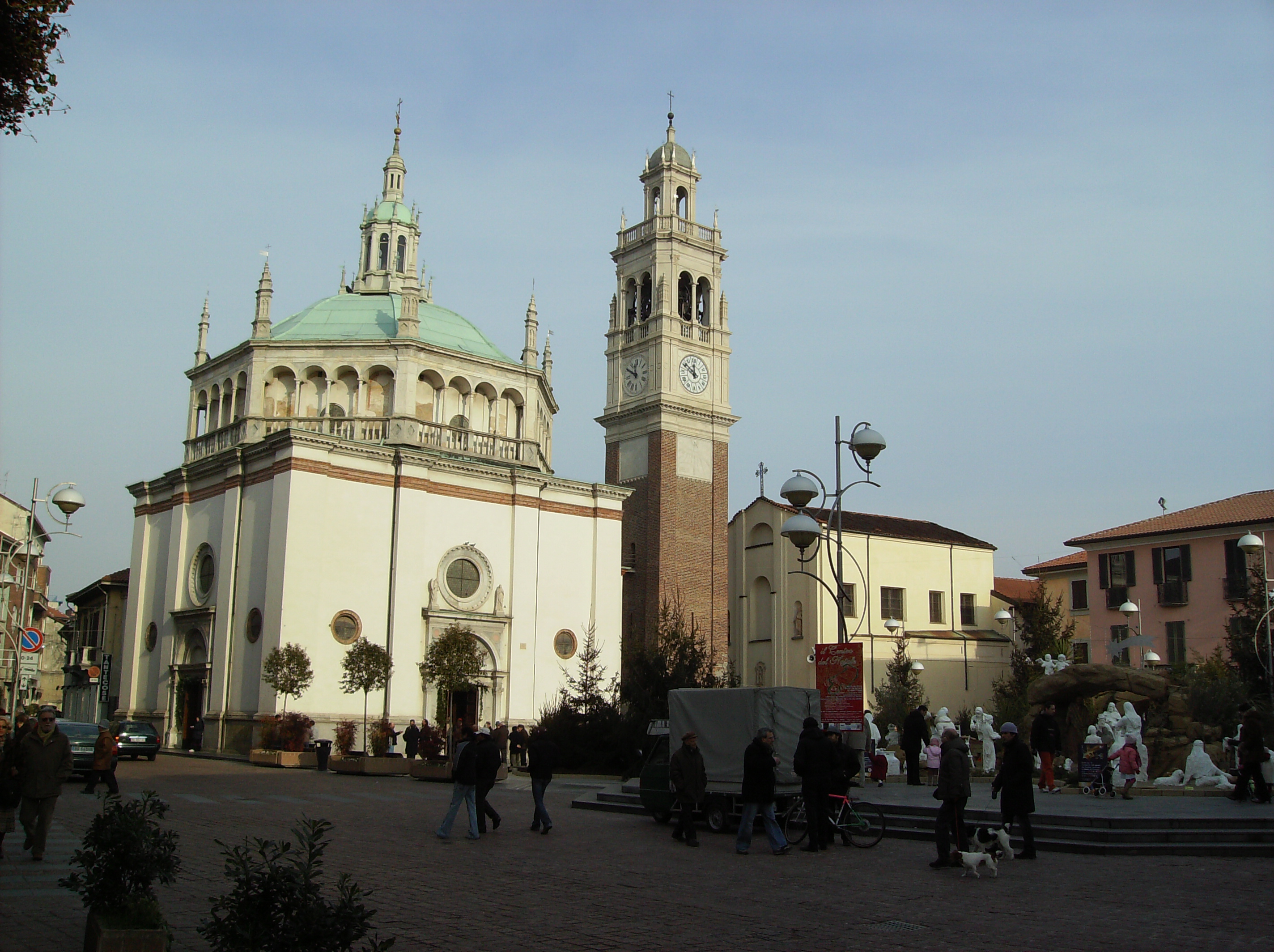
Santuario di Santa Maria di Piazza

Eretto nel centro storico della città su una preesistente chiesa dedicata alla Madonna, che a sua volta aveva sostituito una cappella risalente all'epoca della cristianizzazione, il santuario di Santa Maria di Piazza (detto anche della Beata Vergine dell'Aiuto) è un esempio di architettura rinascimentale.
Fu edificato in pochi anni tra il 1515 e il 1522 sotto la guida di Antonio da Lonate, che avrebbe impostato la pianta centrale, e di "magistro Tomaxio ingeniero", probabilmente Tommaso Rodari, autore dei portali a ovest e a sud, e forse del loggiato nel tamburo sotto la cupola.
La pianta centrale dell'edificio, per la quale si è ipotizzata l'esistenza di un disegno bramantesco, si compone di un rigoroso volume cubico scandito da lesene e sormontato da un tiburio ottagonale con gugliotti e lanterna che interpreta in forme più leggere la tipologia della tradizione lombarda.
Internamente, la parte bassa, quadrata, che è tagliata negli angoli da archi diagonali formanti nicchie e cuffie, rimanda agli studi di chiese a pianta centrale compiuti da Leonardo, mentre il tamburo con una ghiera di nicchie (la corona dei dodici santi) riecheggia gli esempi di Santa Maria Incoronata di Canepanova a Pavia, dell'Incoronata a Lodi e della basilica di Santa Maria della Croce a Crema).
L'arredo interno include opere di scultura e dipinti di Gaudenzio Ferrari (tra cui l'Ultima cena, nell'altare di destra) e di Giovan Battista della Cerva ed una copia della perduta Madonna delle Vittorie di Giovan Paolo Lomazzo.
Una copia esatta del santuario, in dimensioni ridotte, fu edificata alla fine Ottocento a Crespi d'Adda.

## Basilica di San Giovanni Battista

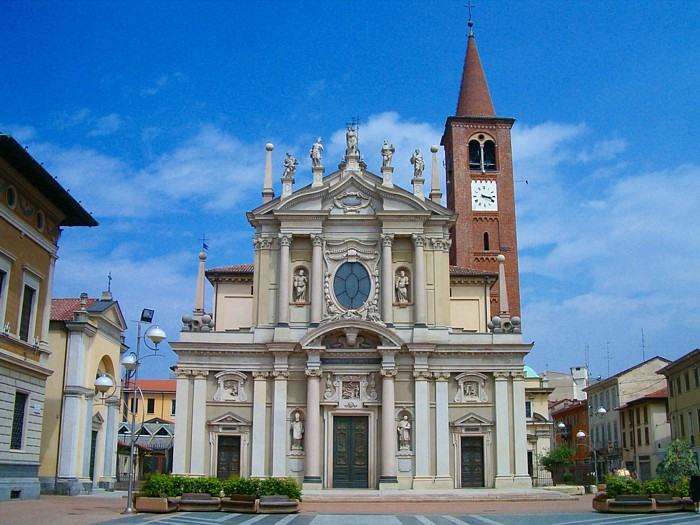
Basilica di San Giovanni Battista

La basilica di San Giovanni Battista (uno dei due santi patroni della città, insieme a san Michele Arcangelo) ha il titolo di basilica romana minore.
L'edificio attuale fu costruito tra il 1609 e il 1635 nel luogo dove esisteva una primitiva cappella a tre navate dedicata dai Longobardi ad uno dei loro santi protettori. Il campanile fu costruito tra il 1400 e il 1418, dunque risulta essere più antico della chiesa attuale.
La facciata, completata tra il 1699 e il 1701 da Domenico Valmagini, presenta un ordine inferiore di lesene binate ioniche, un breve protiro con frontone arcuato, porte di rame e di bronzo, statue e bassorilievi.
L'interno, progettato dall'architetto Francesco Maria Richini, vi sono diversi dipinti del pittore bustocco Daniele Crespi, tra i quali Cristo morto con San Domenico.
Sul fianco destro della chiesa si trova il "mortorio", un tempietto di cui non si conosce l'autore, costruito tra il 1689 e il 1692. Sul fianco sinistro è stata collocata una statua della beata bustocca Giuliana Puricelli.
La piazza antistante la chiesa è stata creata demolendo alcuni edifici preesistenti e utilizzando l'area dell'antico cimitero, antecedente a quello che venne poi costruito appena fuori dal borgo, nell'attuale Parco Ugo Foscolo Sulla stessa piazza si affacciano altri due edifici pregevoli: il palazzo Volonterio, recentemente restaurato e il credito varesino.

## Prepositurale di San Michele Arcangelo

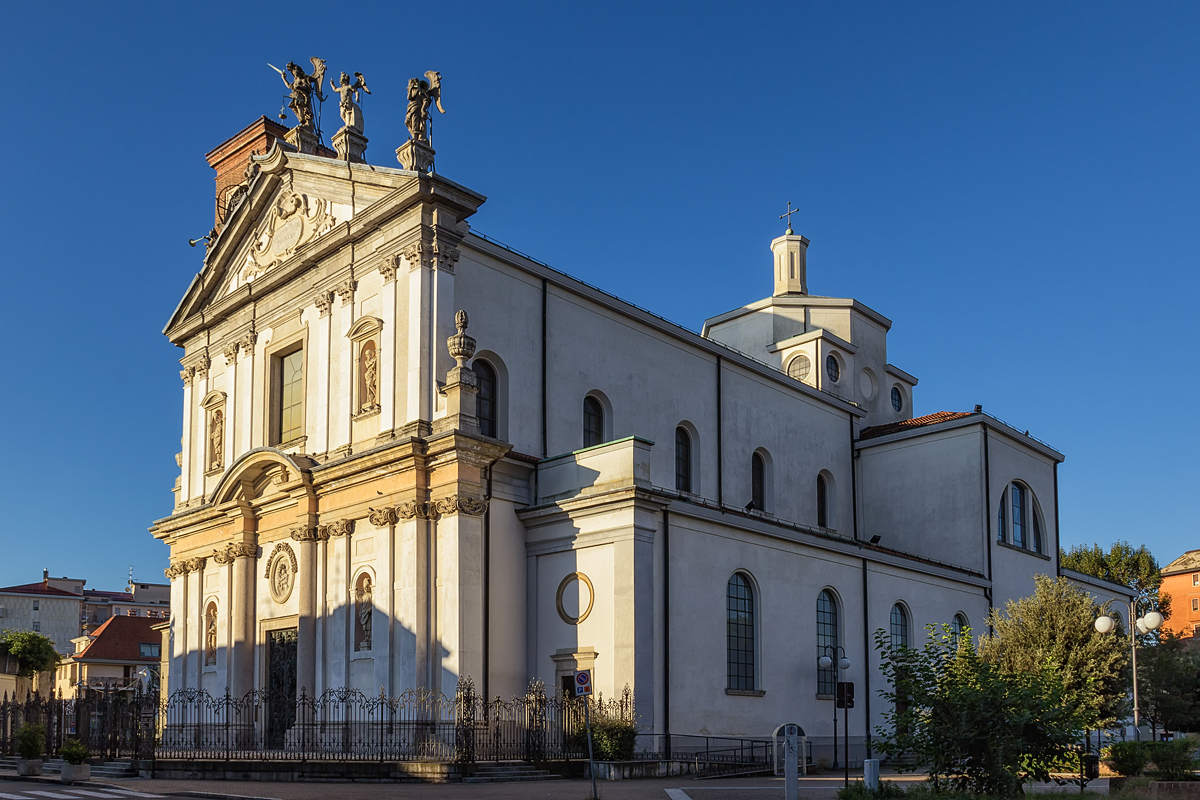
Prepositurale di San Michele Arcangelo

Una delle chiese principali della città è quella di San Michele Arcangelo, santo patrono della città, la quale è anche sede di prepositura. Con il suo campanile risalente al X secolo, che costituisce l'elemento architettonico più antico della città, è situata al limite nord dell'antico borgo, in una zona leggermente più alta del resto dell'abitato esistente all'epoca. Per questo motivo si è molto propensi a pensare che la base del campanile stesso fosse una delle torri di una fortificazione preesistente, all'interno della quale probabilmente esisteva una cappella dedicata a tale santo (si ricordi che San Michele Arcangelo è patrono dei Longobardi).
La prima citazione della chiesa di San Michele risale al 1300 circa. Tra il 1652 e il 1679 venne ricostruita dall'architetto Francesco Maria Ricchino, che decise di capovolgerne l'orientazione. Nel 1796 fu completata la facciata, restaurata tra il 1924 e il 1925. Le pareti laterali e la volta furono restaurate nel 1834. Grazie al progetto voluto dall'allora prevosto don Luigi Brambillasca e al finanziamento della provincia di Varese presieduta da Marco Reguzzoni, nel 2004 la chiesa di San Michele ha visto un profondo restauro delle strutture portanti, di alcune opere d'arte e della facciata esterna. Nel 2007 sono iniziati dei lavori di restauro della torre campanaria, che si sono conclusi l'anno successivo.
Nella chiesa sono conservate varie reliquie, tra le quali l'intero corpo del martire San Felice. Nella cappella invernale, ricavata nel 1991, si trova un crocifisso ligneo della metà del Trecento, che viene utilizzato nella funzione del Venerdì Santo per commemorare la passione e la morte in croce di Gesù.

## Chiesa di San Luigi e Beata Giuliana

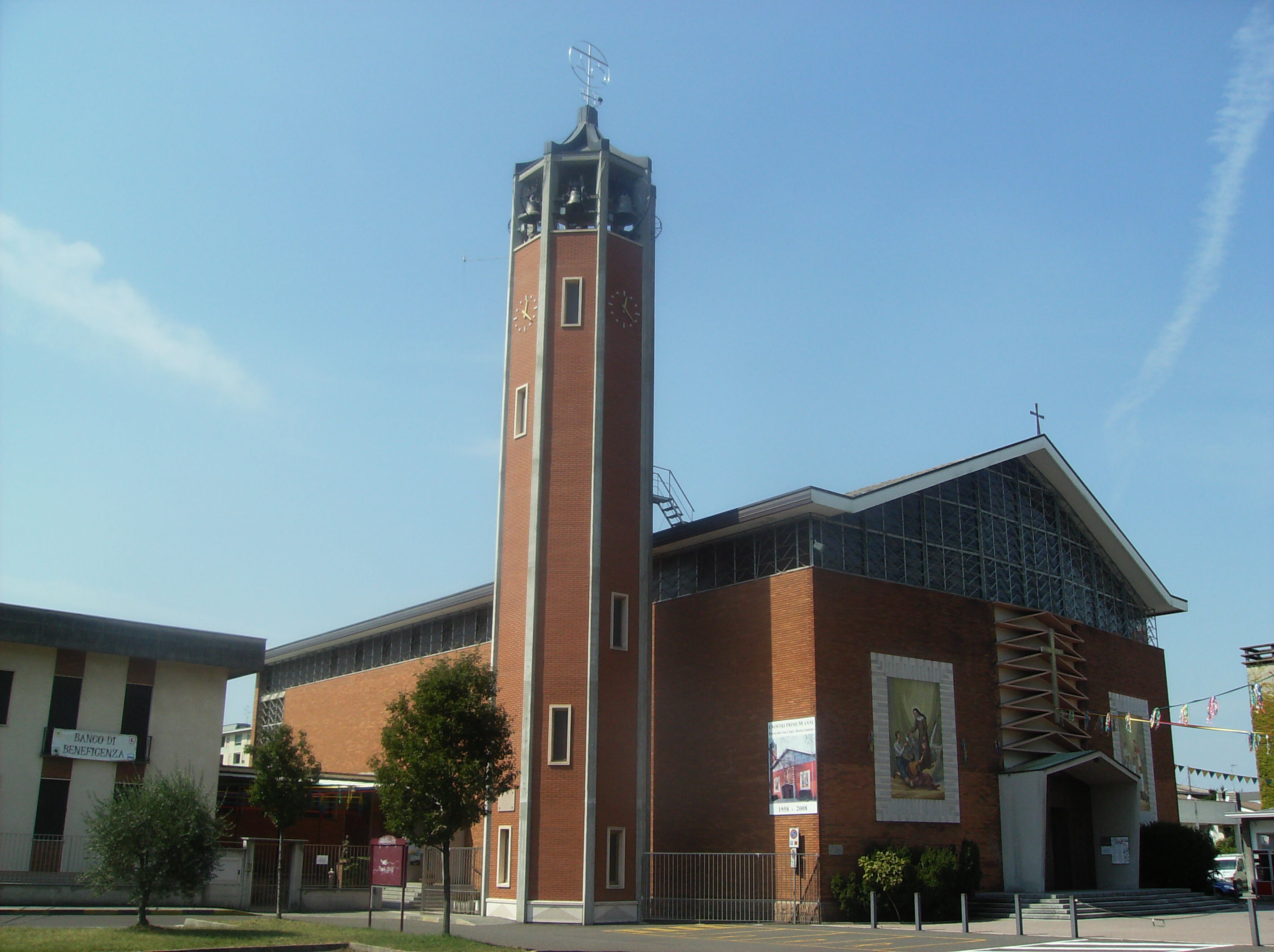
Chiesa di san Luigi e beata Giuliana

Eretta nei primi anni cinquanta per volere del prevosto di san Michele Arcangelo don Luigi Scola, sorge nel nuovo quartiere che prese il nome della beata Giuliana Puricelli. Fu aperta al culto il 15 settembre 1957 e divenne parrocchia l'anno successivo. La chiesa presenta una pianta rettangolare e fu costruita in calcestruzzo armato. Eretta in un'area che all'epoca era prevalentemente agricola, è dedicata alla beata bustocca nata nella non lontana Cascina dei Poveri e al santo gesuita Luigi Gonzaga, protettore degli studenti.
L'esterno della chiesa presenta dei muri in mattoni a vista, una facciata a capanna e un portale in calcestruzzo sormontato da un timpano triangolare vetrato. Sulla facciata sono presenti le raffigurazioni dei due santi. Quella della Beata Giuliana è un mosaico di Torildo Conconi, che nel 1984 riprese una tela di Biagio Bellotti conservata nel museo di arte sacra di San Michele Arcangelo e risalente al 1782.
Il campanile ha pianta ottagonale e si trova accanto al lato sud-est dell'edificio.
L'aula presenta una sola navata. Tra le opere più importanti presenti all'interno della chiesa, si distingue una tela del XVII secolo raffigurante la beata Giuliana, in seguito ridipinta.
Alla festa organizzata per i cinquant'anni di elevazione a parrocchia della chiesa ha partecipato anche l'allora arcivescovo di Milano, il cardinale Dionigi Tettamanzi.

## Chiesa del Santissimo Redentore

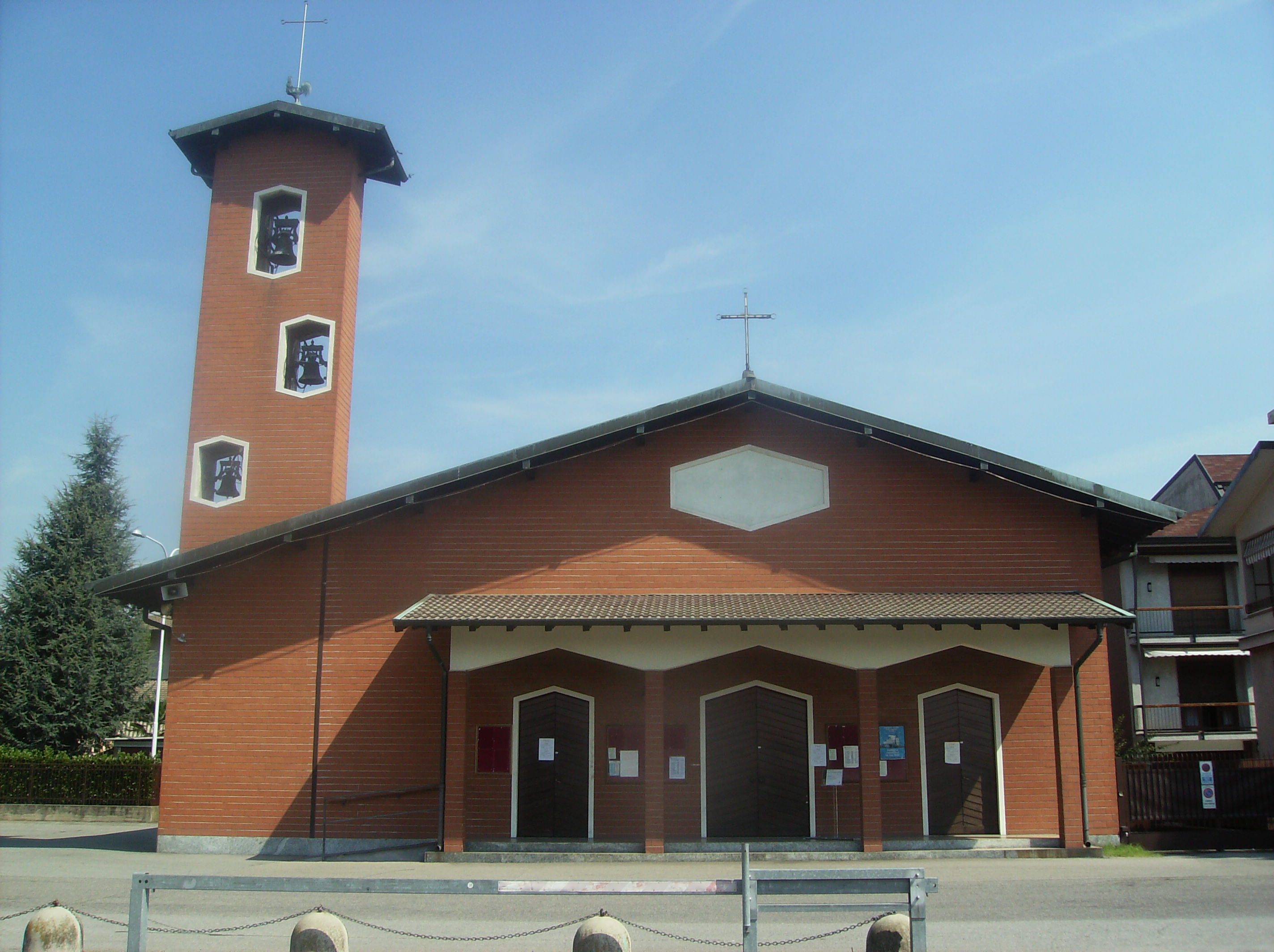
Chiesa del Santissimo Redentore

Il tempio fu edificato su progetto di Antonio Garavaglia nel territorio che si trovava tra quello della giovane parrocchia di Beata Giuliana e quello che cinque anni più tardi sarebbe diventato il territorio della parrocchia di Madonna Regina. La chiesa fu consacrata nel 1962 e rimase sussidiaria della parrocchia di San Michele Arcangelo fino al 1973.
A partire da tale anno assurse essa stessa tale ruolo per far fronte al grande incremento demografico del quartiere che nel frattempo era sorto intorno alla chiesa. Oggi nel territorio della parrocchia vivono circa 7400 anime.
Nel 1976, grazie al lavoro di don Gaetano Banfi, architetto e sacerdote, vennero aggiunte la navata laterale con finestre esagonali, il pronao ed il campanile a vela, che presenta una pianta rettangolare e tre aperture esagonali progettate con lo scopo di accolgliere ciascuna una delle tre campane. Furono anche aggiunti l'altare di marmo e le vetrate artistiche con le raffigurazioni della Trinità, delle Virtù Teologali, delle Virtù Cardinali, della Sofferenza e della Gloria.
Nel pomeriggio del 16 aprile 2010, durante un violento temporale, un fulmine colpì il campanile della chiesa provocando la caduta di alcuni blocchi di conglomerato cementizio.

## Chiesa di San Giuseppe

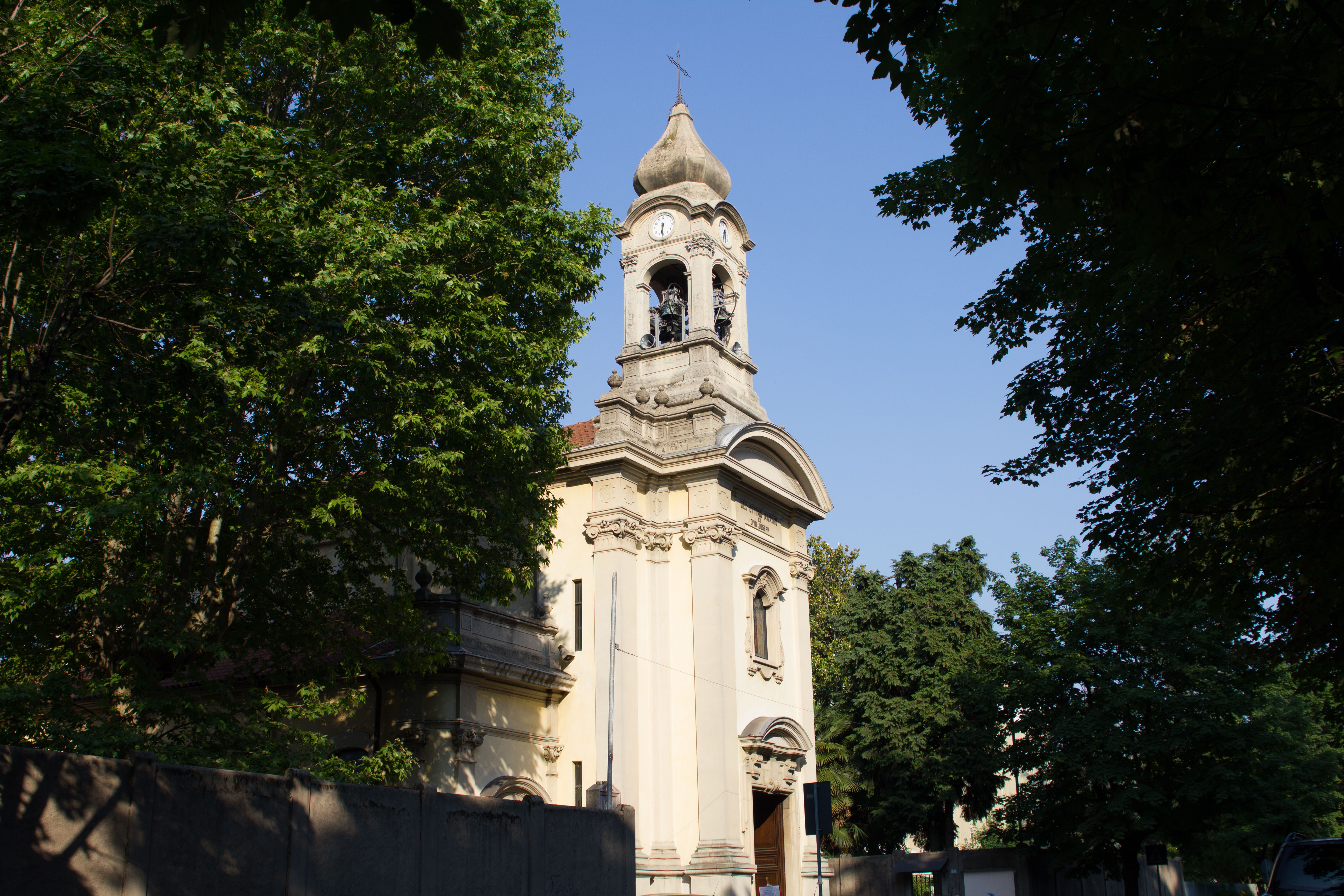
Chiesa di san Giuseppe

Costruita su progetto dell'architetto marnatese Camillo Crespi Balbi tra il 1912 e il 1914 come cappella dell'ospedale di Busto Arsizio, venne dedicata a san Giuseppe, sposo di Maria, padre putativo di Gesù e patrono dei lavoratori. A lui era dedicata anche la chiesa che esisteva nella vecchia sede ospedaliera di Palazzo Gilardoni, oggi palazzo comunale. Fu consacrata nel 1915 come cappella dell'ospedale aperta al pubblico.
Il campanile non poggia a terra ma si innalza dal centro della facciata tripartita. In origine la facciata era in mattoni a vista: l'aspetto attuale risale al 1933. All'interno presenta tre navate e un presbiterio quadrato. Vi si conservano anche alcuni dipinti settecenteschi.
Con la ristrutturazione del 1988 sono stati eliminati i due altari laterali dedicati al Sacro Cuore e alla Madonna di Caravaggio, ricavando più spazio per i fedeli. La chiesa infatti, già ausiliare di san Giovanni Battista, divenne parrocchia nel 1990. Ulteriori restauri all'esterno della chiesa sono stati eseguiti nel 1997. Il cardinale Angelo Scola nel 2015 vi ha presieduto la santa Messa in occasione del 25° di erezione a parrocchia.

## Santuario del Sacro Cuore di Gesù (o dei Frati minori)

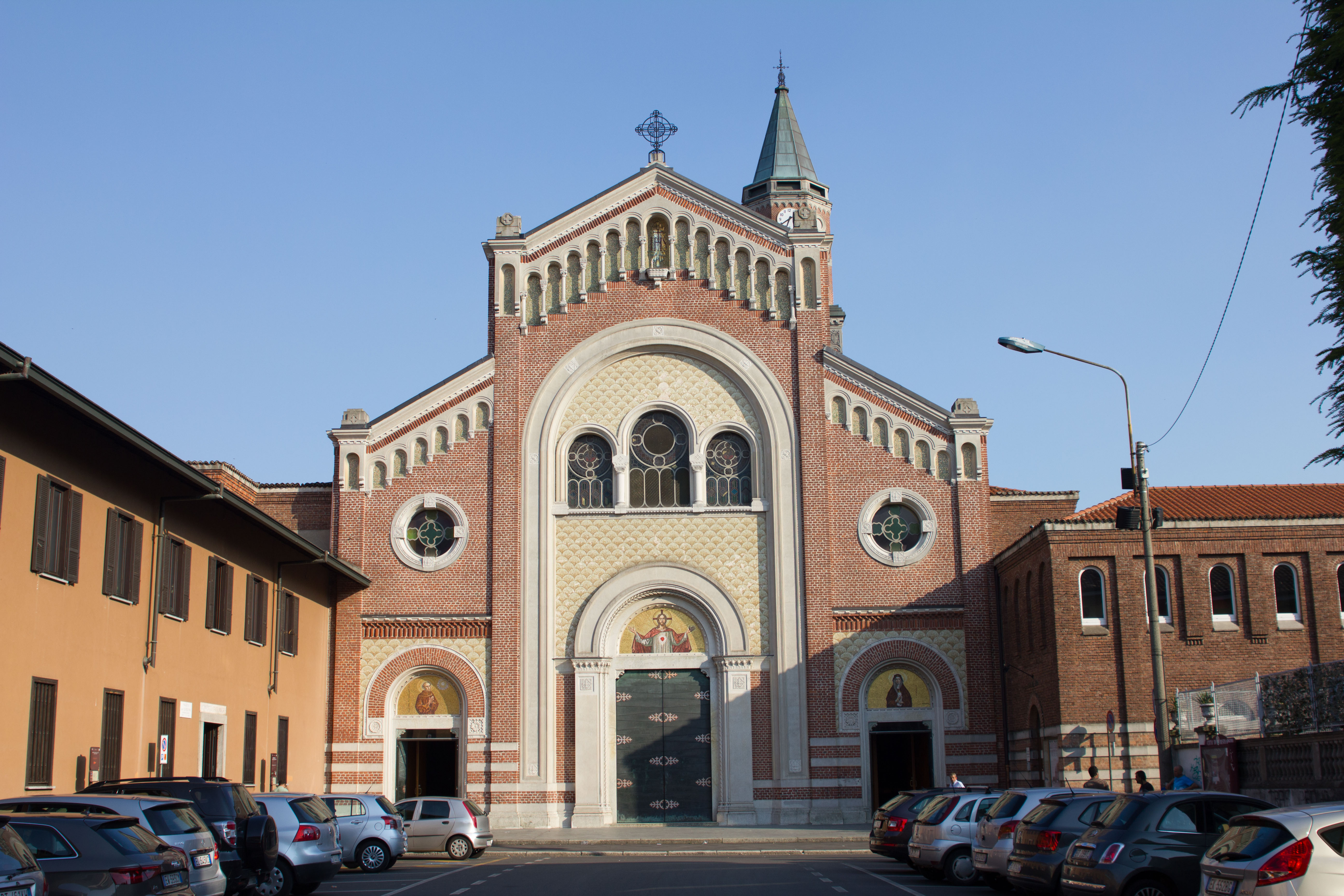
Santuario del Sacro Cuore di Gesù

Iniziato a partire dal 1898 (anno della posa in opera della prima pietra) su progetto dell'ingegner Luigi Cesa Bianchi, sorgeva su un'area acquistata due anni prima ai fratelli Bottigelli. Dapprima sorse una cappella (l'attuale sagrestia) e a partire dal 1906, su progetto dell'ingegnere Luigi Carlo Cornelli, proseguirono i lavori. Il cardinale bustocco Eugenio Tosi, allora vescovo di Squillace, il 23 giugno 1911 benedisse la chiesa, il campanile e consacrò l'altare maggiore. L'architetto Silvio Gambini progettò l'ornamentazione interna e la facciata, eseguite tra il 1919 e il 1920.
Dopo una nuova pausa nei lavori, dovuta alla prima guerra mondiale, il santuario fu consacrato da monsignor Lodovico Antomelli il 30 aprile 1921 e divenne sede parrocchiale nel 1983.
Il santuario, di stile eclettico, presenta tre navate. Gli interni furono affrescati da Alessandro Pandolfi con alcune scene della vita di san Francesco d'Assisi. L'altare maggiore con la scalinata bianca retrostante è opera dell'architetto bustocco Richino Castiglioni, che ideò anche la parete di fondo e la cappella del Santissimo Sacramento.

## Chiesa di Santa Maria Regina (o della Madonna Regina)

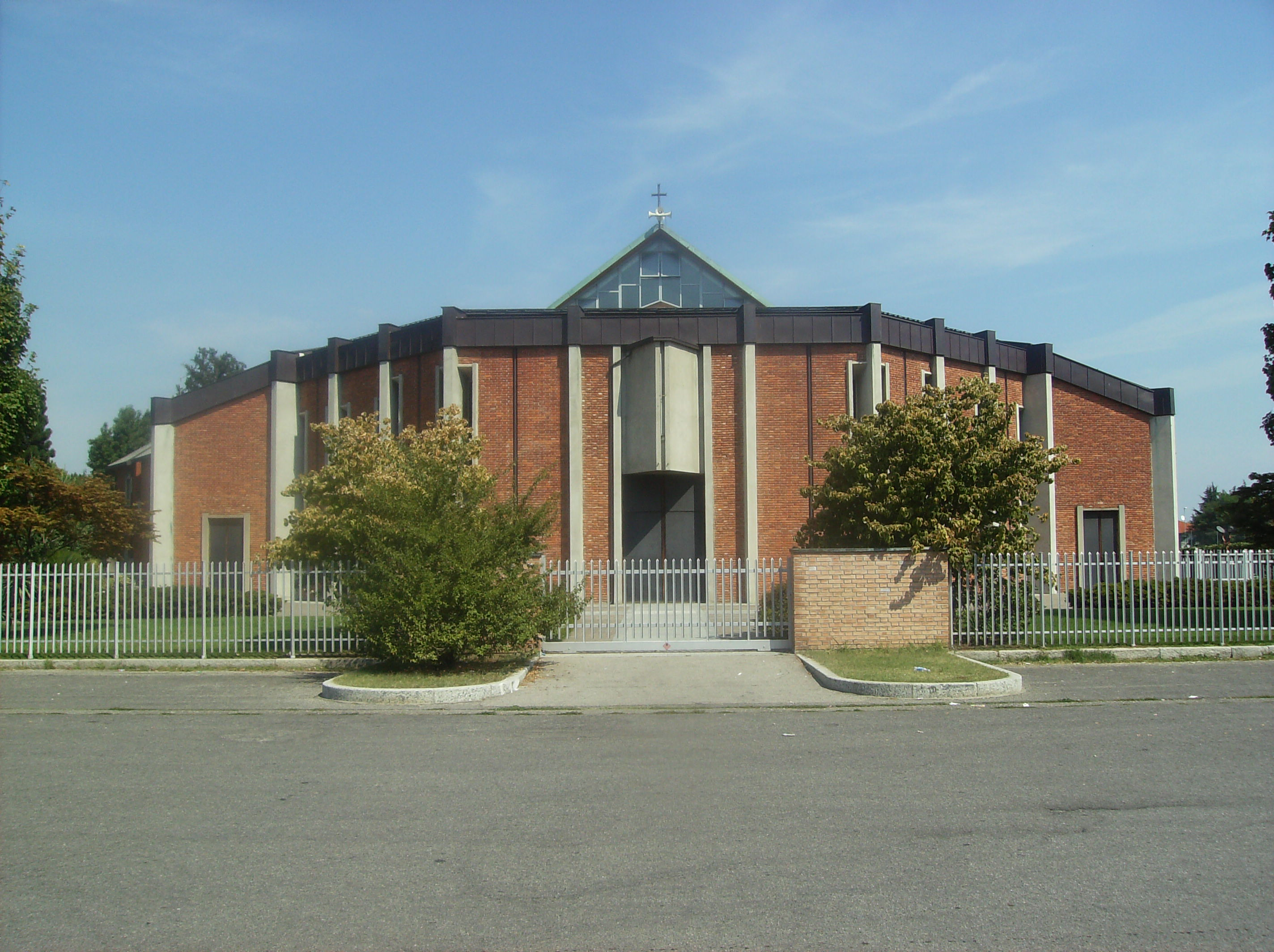
Chiesa di Madonna Regina

Questo luogo di culto fu costruito a partire dal 1961 per volontà dell'allora prevosto di san Michele Arcangelo don Piero Pini e intitolato a Maria Regina. Il progetto fu redatto da Carlo Bortoli, Anna Sarian e Antonio Garavaglia. La chiesa sorse lungo la via Favana, su un territorio ancora poco urbanizzato e situato nella zona ovest di Busto Arsizio, oltre il cimitero monumentale. Nelle aree limitrofe, fino a qualche decennio prima della costruzione della chiesa, si trovavano solo alcune cascine.
L'edificio presenta una pianta ottagonale e poggia su pilastri in calcestruzzo armato. L'esterno è in mattoni a vista. La forma della chiesa ricorda quella di una tenda.
La chiesa fu consacrata alla presenza del cardinal Giovanni Colombo il 24 giugno 1964 e divenne parrocchia tre anni dopo, il 31 maggio 1967. Il primo parroco fu don Marco Brivio, a cui sono stati dedicati la piazza antistante alla chiesa, recentemente riqualificata e parzialmente pedonalizzata, e il centro di ascolto parrocchiale.
Oggi nel territorio della parrocchia vivono circa 5000 anime.

## Chiesa di Santa Croce di Brughetto

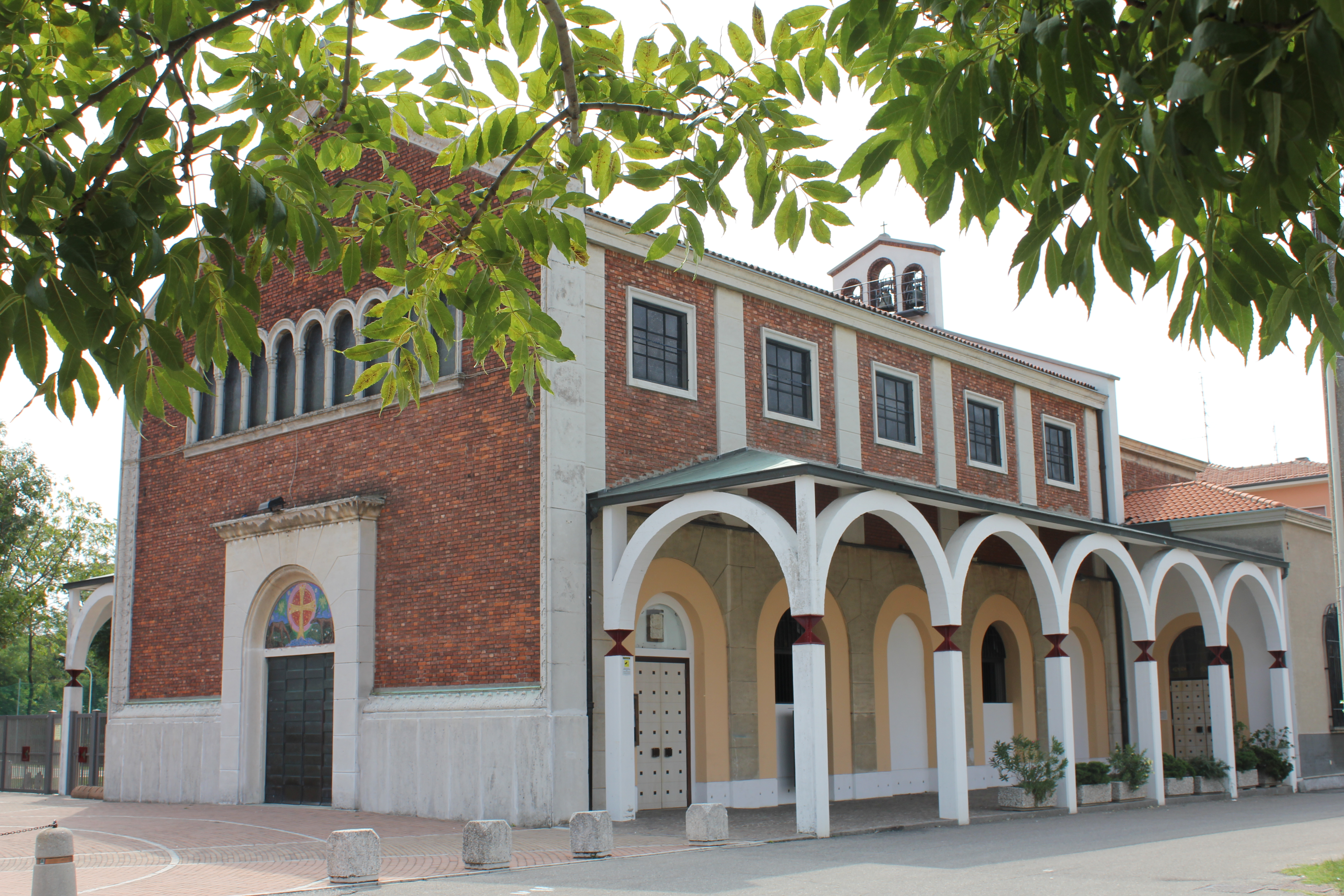
Chiesa di Santa Croce

La chiesa sorse nella zona meridionale di quello che era il territorio di sant'Edoardo, un quartiere bustocco sviluppatosi nel secondo dopoguerra. Fu aperta al culto nel 1951, un anno prima della demolizione della vicina chiesa di sant'Eurosia. Divenne la tredicesima ed ultima parrocchia di Busto Arsizio nel 1991, un anno dopo san Giuseppe.

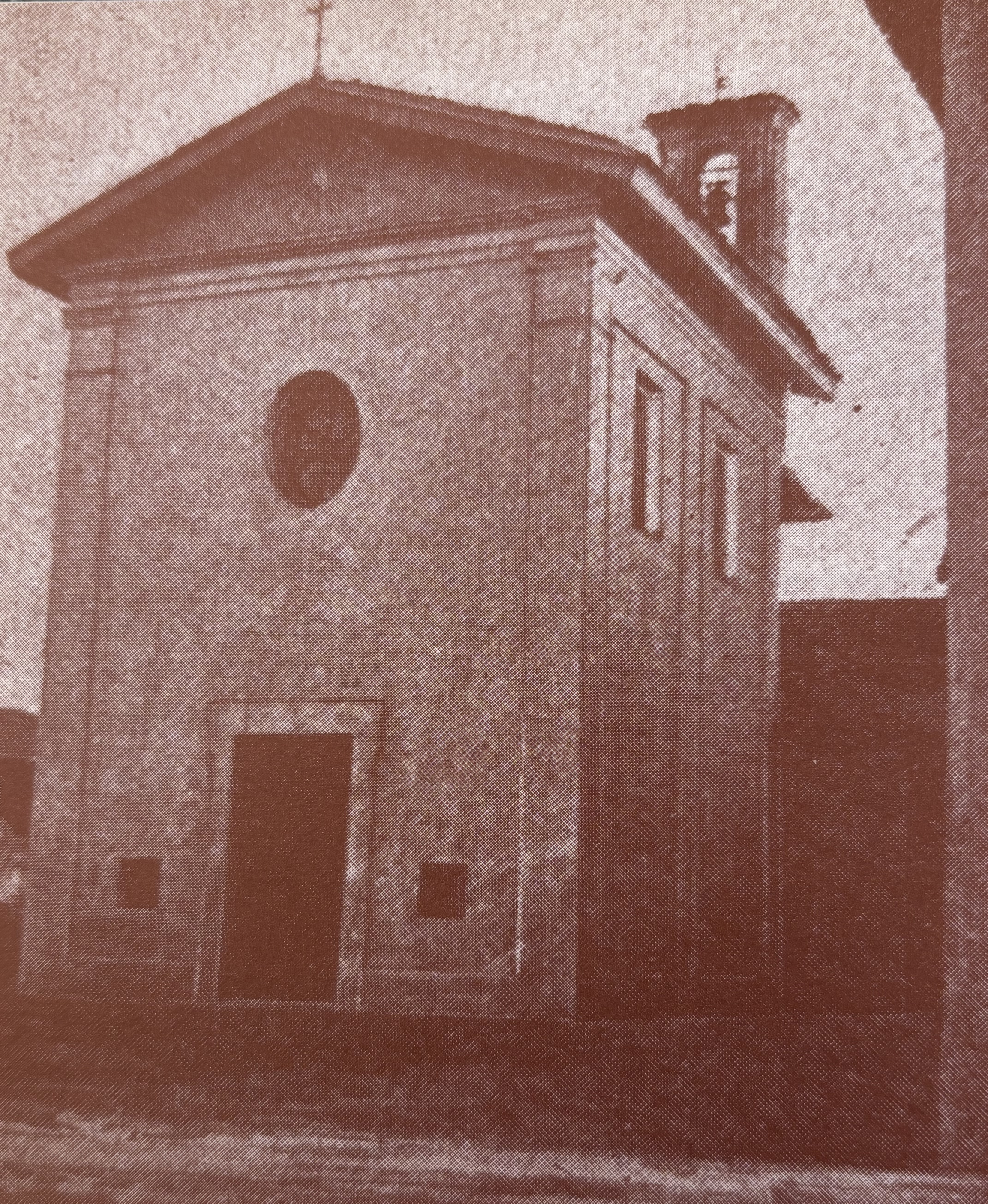
La vecchia chiesa di Sant'Eurosia

Si trova nelle vicinanze della Cascina Brughetto e riprende il nome di una chiesa cinquecentesca situata nel centro di Busto Arsizio, lungo l'omonima via, nell'area che si trova la basilica di san Giovanni Battista e la chiesa di sant'Antonio Abate. La vecchia chiesa fu sconsacrata nel 1948 e demolita nel 1972.
Le vetrate, la via Crucis, il crocifisso e l'altare della nuova chiesa sono stati completati tra il 1952 e il 1975, mentre solo nel 1982 furono costruiti i portici laterali, già presenti nel progetto originario. L'edificio non presenta campanile e pertanto la campana è collocata all'interno di un arco che si erge sul presbiterio.

## Chiesa dei Santi Apostoli Pietro e Paolo di Borsano

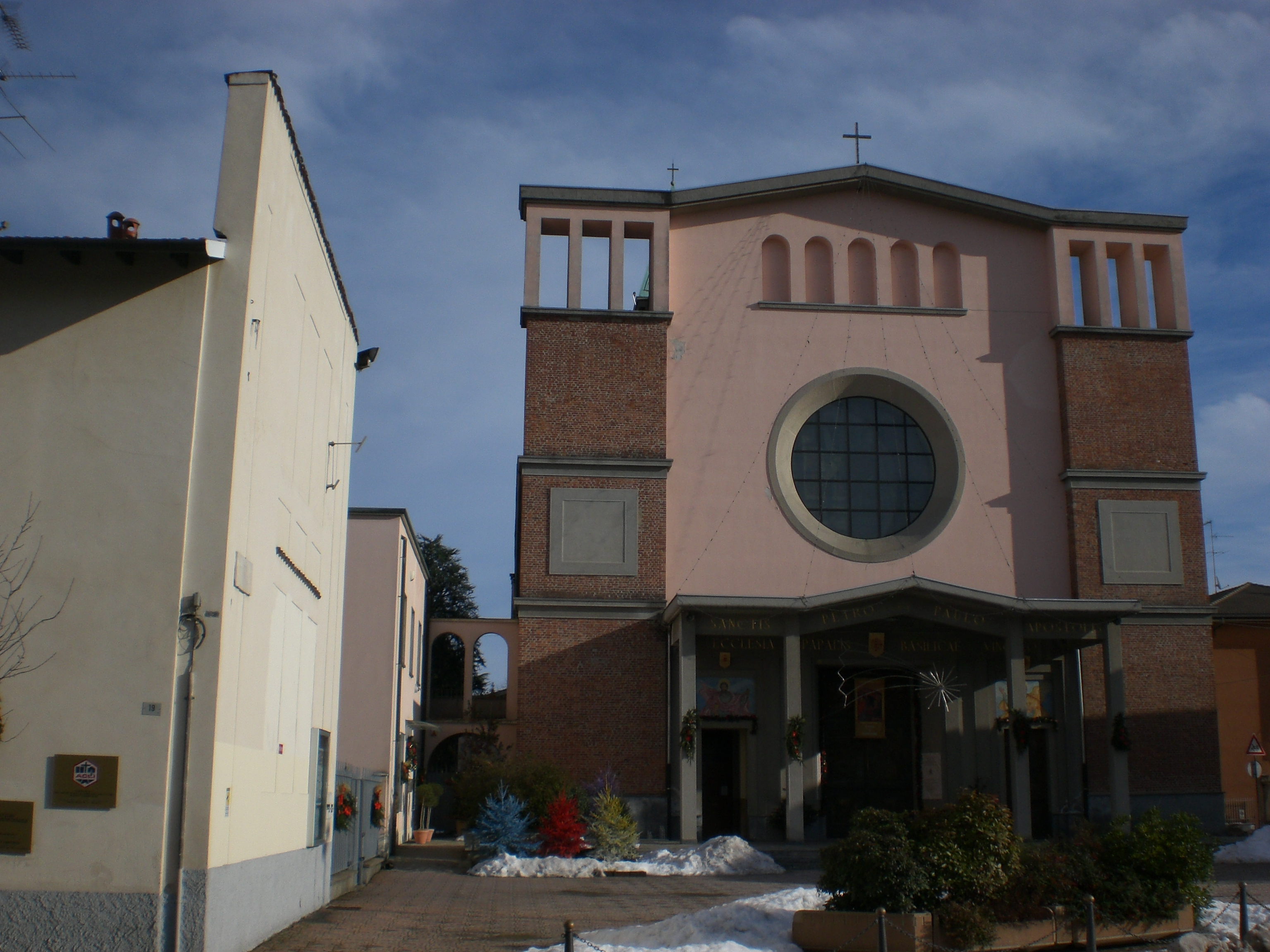
Chiesa parrocchiale di Borsano

La chiesa parrocchiale di Borsano si trova in piazza don Antonio Gallarini e fu costruita a partire dal 1939 su un terreno adiacente a quello dove sorgeva l'edificio ottocentesco, benedetto nel 1825 e demolito nel 1943. Quest'ultimo, sostituiva la vecchia chiesa cinquecentesca, demolita nel 1817. La nuova chiesa fu consacrata il 17 ottobre 1942 dal cardinal Ildefonso Schuster, in piena guerra mondiale.
Il progetto è dell'ingegner Garavaglia e dell'architetto Ascani. La facciata tripartita preannuncia le tre navate interiori. L'altare principale è opera dell'architetto Ascani. L'organo, proveniente dalla demolita chiesa ottocentesca, fu costruito da Antonio De Simoni Carrera nel 1885 e restaurato nel 1992 dalla famiglia V. Mascioni di Cuvio.
La via crucis e la controfacciata, rispettivamente del 1987 e del 1993, sono opere dell'artista locale Serena Moroni. Le nuove vetrate della navata sono di don Gaetano Banfi, mentre quelle del presbiterio e del rosone della facciata sono di Paolo Rivetta.
I tre portali in bronzo sono opera dello scultore Alberto Ceppi, autore anche dei mosaici sulla facciata e dei mosaici dell'abside.
L'imponente campanile a pianta quadrata posto sul retro della chiesa fu innalzato nel 1958 su progetto dell'architetto Ascani in modo da sostituire quello della chiesa ottocentesca, demolito solo nel 1953. Il concerto è composto da nove campane; si tratta del record ambrosiano per un concerto manuale.

## Chiesa dei Santi Apostoli Pietro e Paolo (o dei Santi Apostoli)

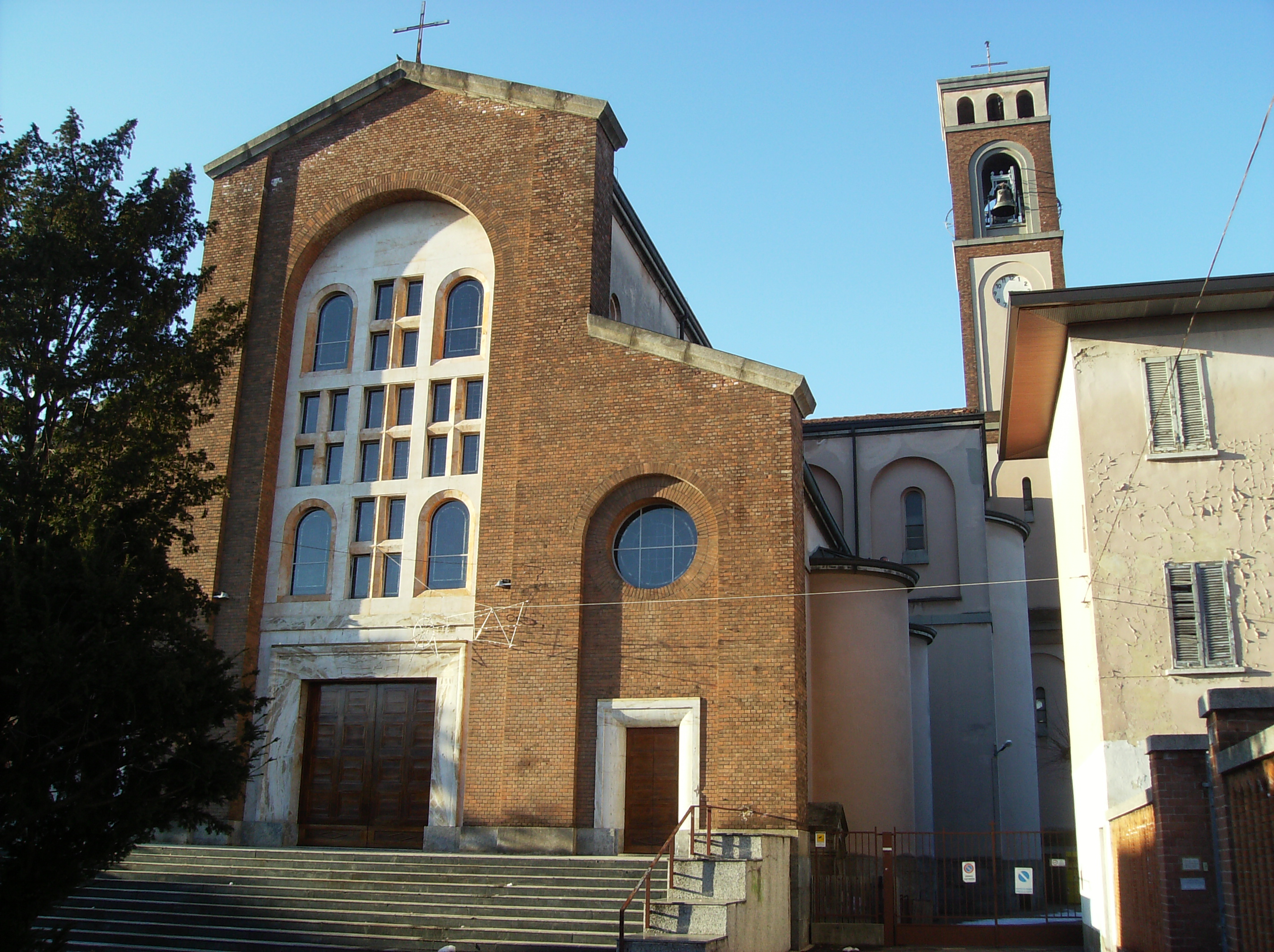
Chiesa dei Santi Apostoli

Sorse sul terreno di via Genova donato da Andrea Tosi a partire dal 1923 (posa della prima pietra il 15 ottobre). Il progetto è degli architetti Gabriele Rechichi e Italo Azimonti. La prima santa Messa fu celebrata nel 1924 in una chiesa provvisoria in legno. La chiesa vera e propria fu costruita a partire dal 1925 e venne consacrata dieci anni più tardi.
Nel 1930 la chiesa divenne sede della quinta parrocchia di Busto Arsizio: oltre alle due parrocchie storiche (San Giovanni Battista e San Michele Arcangelo) si erano aggiunte le due parrocchie, entrambe dedicate ai Santi Apostoli Pietro e Paolo, dei quartieri di Borsano e Sacconago, gli ex-municipi autonomi aggregati al comune di Busto Arsizio nel 1928.
Il primo parroco fu don Paolo Cairoli, ex-cappellano dei bersaglieri e molto attivo durante la resistenza. Il quartiere dei Santi Apostoli viene spesso chiamato dai bustocchi "don Paolo".
L'aula della chiesa presenta tre navate e cappelle laterali semicirculari con alcune tele antiche. La chiesa è rialzata e vi si accede attraverso un'ampia scalinata. Al di sotto si trova la cripta. Il campanile è a pianta quadrata. La piazza antistante è dedicata a don Paolo Cairoli.

## Chiesa di Sant'Anna

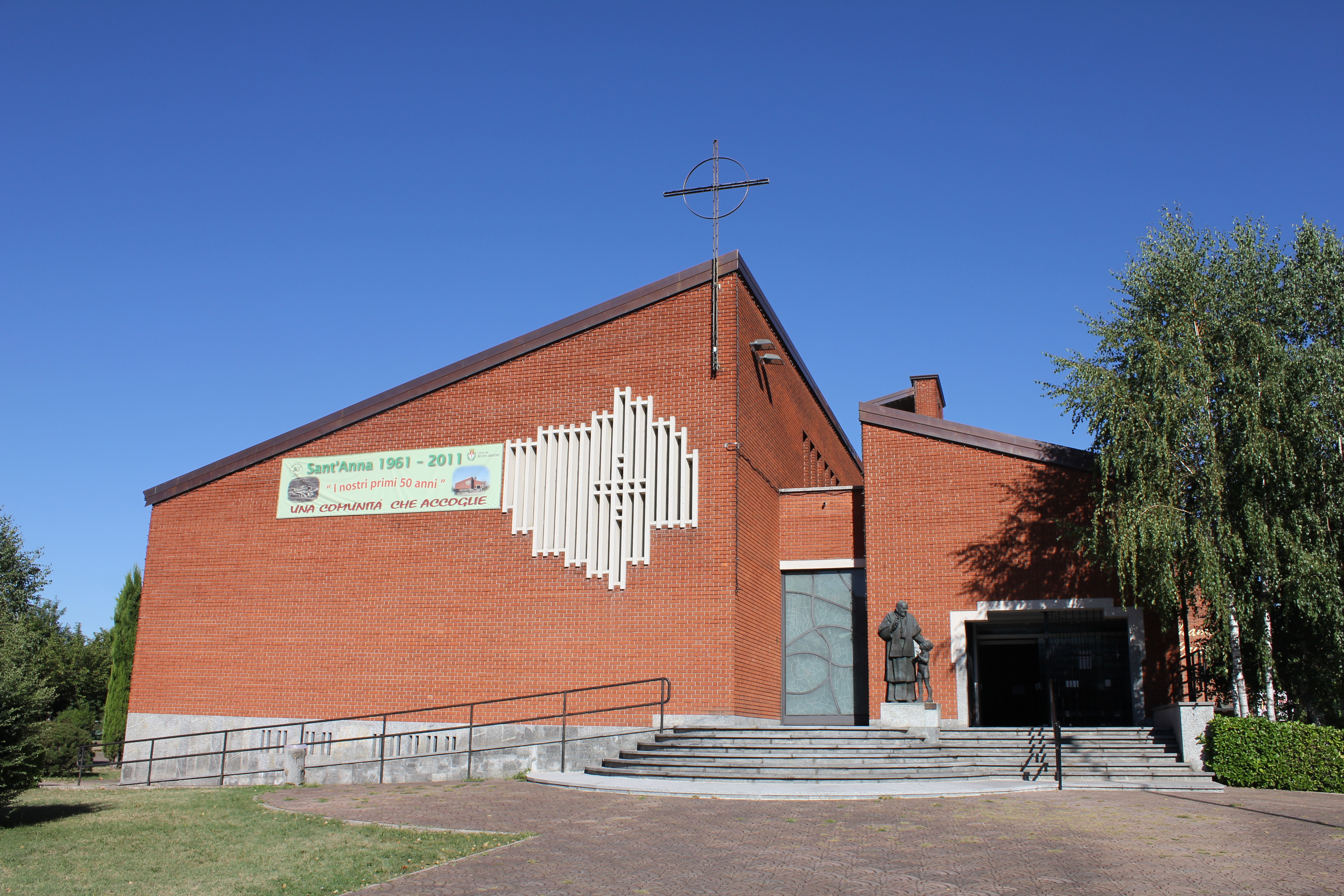
Chiesa di sant'Anna

La prima chiesa del villaggio omonimo, costruito da zero a partire dal 1959, fu edificata in legno nel 1961 e nello stesso anno divenne parrocchia. Il prevosto di san Giovanni Battista Monsignor Galimberti vi fece collocare la statua di Sant'Anna proveniente da un altare minore del Santuario di Santa Maria di Piazza.
Dopo uno studio non realizzato dell'architetto bustocco Enrico Castiglioni la chiesa venne realizzata a partire dal 1973 secondo il progetto delle chiese-tipo. Presenta due navate di diversa dimensione coperte da un tetto ad una sola falda. Il campanile è coperto da un tetto ad una sola falda. La chiesa fu benedetta nel 1975 e consacrata l'anno successivo.
Sulla parete dietro all'altare si trova un dipinto del Cristo risorto. Sulla parete in fondo alla chiesa fu collocata nel 1977 una via Crucis.
Al di sotto della chiesa è presente un salone-teatro, risistemato nel 1981. Tra il 1985 e il 1986 furono collocate due statue di legno rappresentanti sant'Antonio da Padova e il Cristo crocifisso.

## Chiesa di Sant'Edoardo

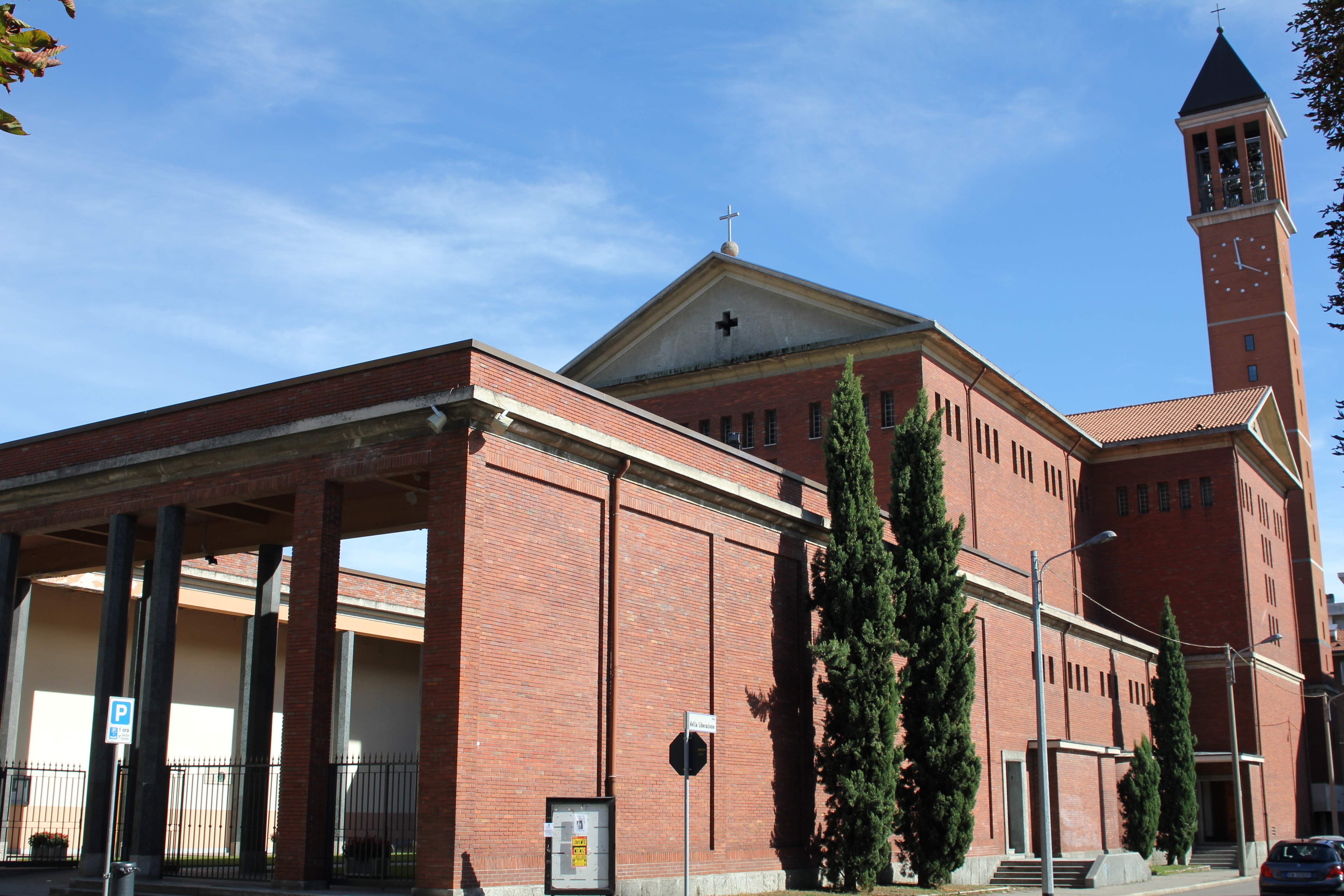
Chiesa di sant'Edoardo

La prima pietra fu poggiata il 24 giugno 1938 e il tempio fu consacrata il 12 ottobre dell'anno successivo dal cardinal Ildefonso Schuster. Progettata da due sacerdoti architetti, Giuseppe Polvara e Giacomo Bettoli, la chiesa fu affrescata da Ernesto Bergagna tra il 1943 e il 1947, anno in cui fu fatta parrocchia. Presenta un'unica navata centrale con pareti chiare e soffitto a cassettoni all'interno sono contenuti quadri raffiguranti scene della passione del seicento provenienti dalla demolita chiesa di Santa Croce. L'esterno è rivestito con mattoni a vista.
La chiesa fu consacrata in onore dei Santi Tre Re (Magi) e di Sant'Edoardo re e confessore in ricordo del principale donatore per la costruzione del tempio, il cavaliere del lavoro Edoardo Gabardi.
Anche se la costruzione fu finanziata in gran parte da un fascista, questa parrocchia ebbe un ruolo chiave durante la Resistenza italiana. A Busto Arsizio, come in tutto l'Altomilanese, il principale promotore della resistenza non fu il Partito Comunista Italiano, che invece lo fu nel resto del nord-Italia. Qui furono le formazioni legate alla futura Democrazia Cristiana appoggiate dalle parrocchie a portare avanti le attività clandestine. In particolare, il magazzino della parrocchia di sant'Edoardo fu trasformato in un deposito per i materiali. Da qui, alle 6:30 del mattino del 25 aprile 1945 partì, ad opera del parroco don Ambrogio Gianotti, l'ordine di insurrezione che porterà alla liberazione del Nord-Italia.

## Chiesa dei Santi Apostoli Pietro e Paolo di Sacconago ("chiesa nuova")

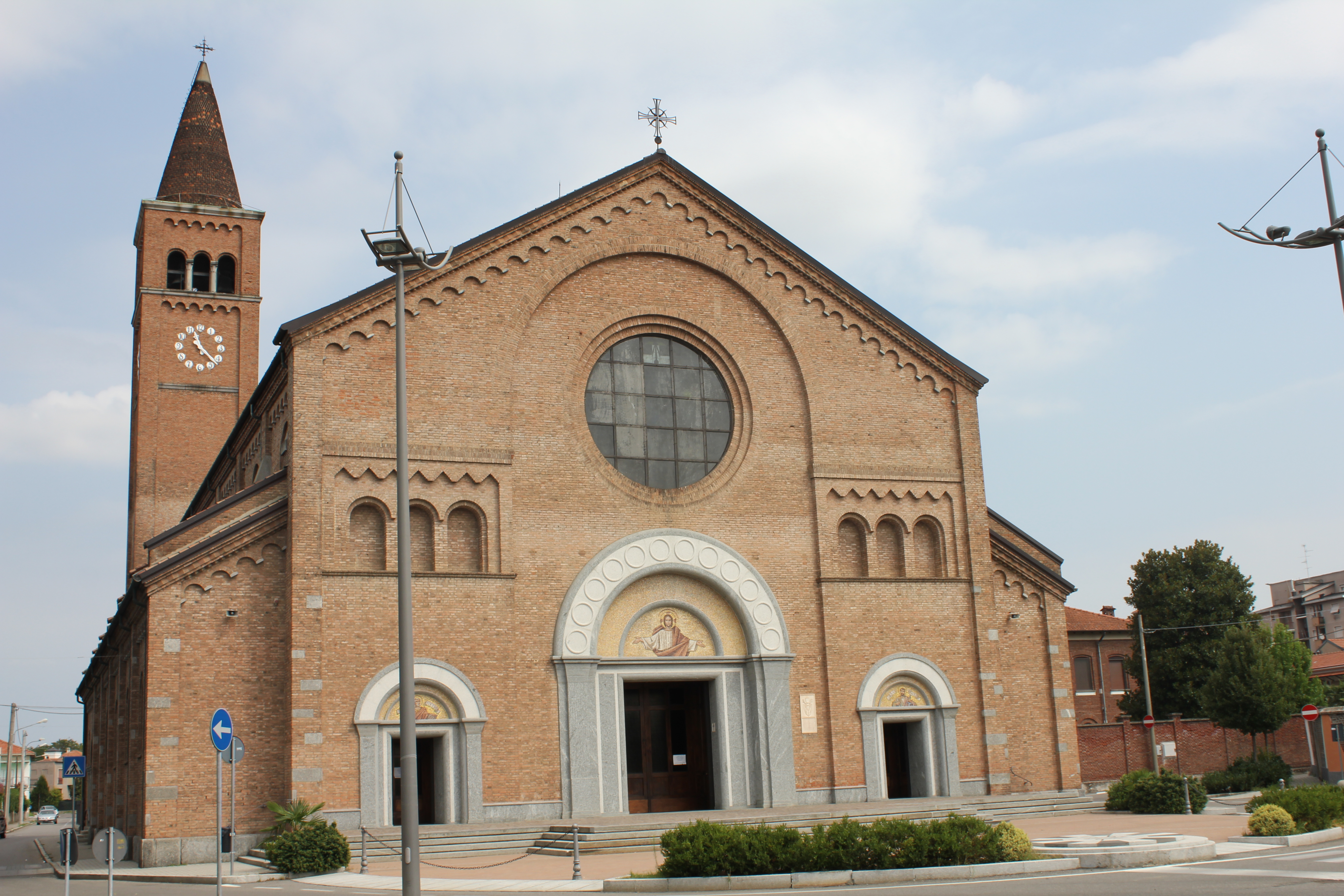
Chiesa nuova dei santi Pietro e Paolo a Sacconago

Tramontata per motivi economici l'idea di allargare la chiesa settecentesca per renderla più capiente, si decise di edificare una nuova chiesa sull'area del cimitero vecchio. Il 13 agosto 1928, al termine di una lunga processione diretta al cimitero vecchio, fu posta la prima pietra alla presenza di monsignor De Giorgi. Anche la nuova chiesa fu dedicata ai santi Apostoli Pietro e Paolo.
La prima santa Messa fu celebrata nel 1932 da don Antonio Marelli, che già nel 1904 si era rivolto all'arcivescovo di Milano, il cardinal Ferrari, facendogli presente il problema della poca capienza della chiesa settecentesca.
La chiesa fu consacrata dal cardinal Ildefonso Schuster il 24 settembre 1933 e vi si portarono, con solenni processioni, le reliquie e le campane dalla chiesa vecchia. Il progetto dell'edificio, con muro in mattoni a vista e blocchi di pietra disposti irregolarmente, è dell'ingegner Azzimonti.
L'interno presenta tre navate e un'abside semicircolare. Vi si conserva una tela ad olio secentesca con il martirio di Sant'Orsola. L'altare maggiore, in marmo bianco, risale al 1937.
Il campanile della chiesa, una torre di 50 metri d'altezza, fu completato solo nel 1946.

## Chiesa dei Santi Apostoli Pietro e Paolo di Sacconago ("chiesa vecchia")

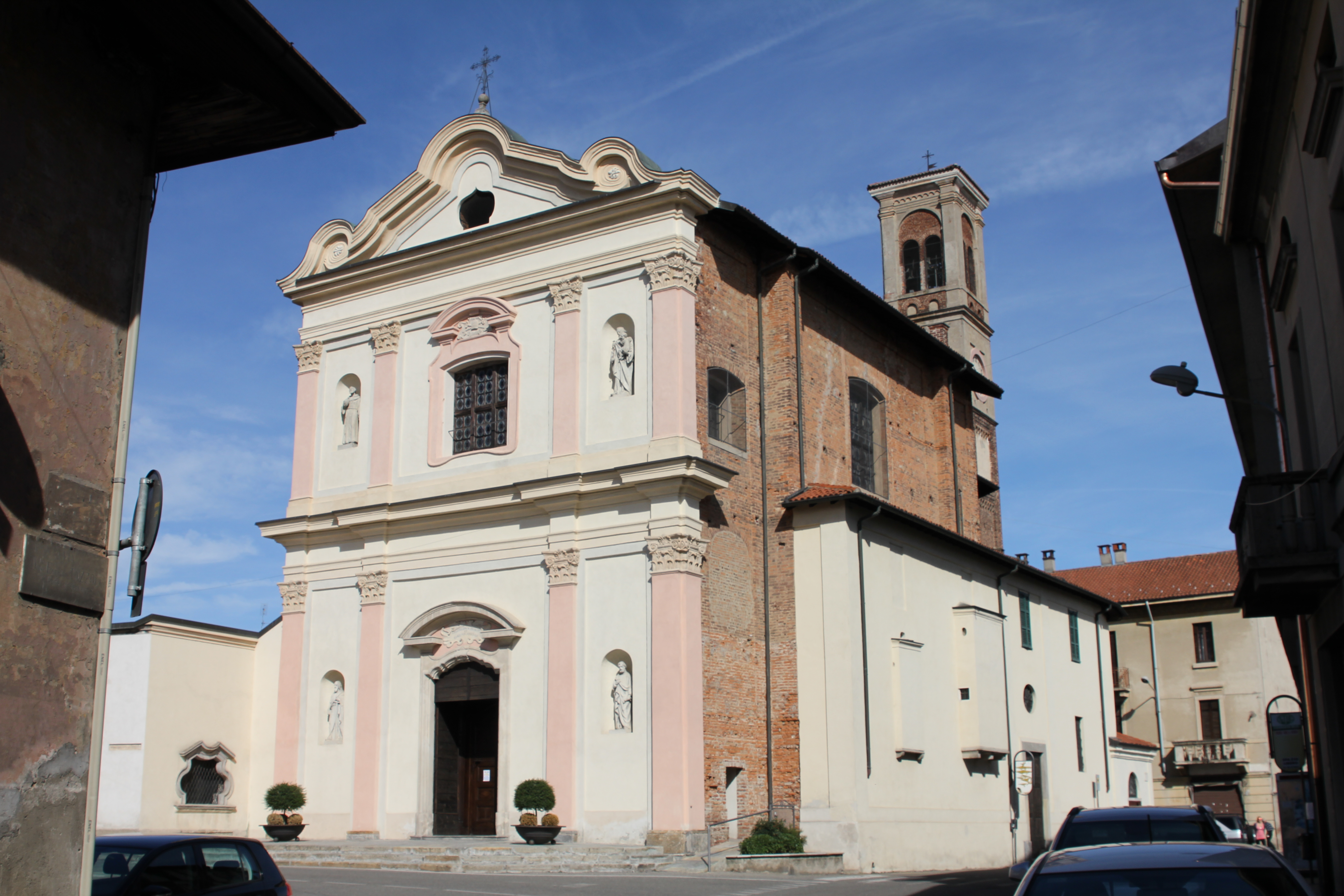
Chiesa vecchia dei santi apostoli Pietro e Paolo

Uno dei monumenti di rilievo del quartiere è la vecchia chiesa parrocchiale (a Gésa Vègia), dedicata ai santi apostoli Pietro e Paolo, e chiamata comunemente "chiesa vecchia". L'attuale edificio fu costruito tra il 1708 e il 1724 nell'area sulla quale sorgevano l'antica chiesa medievale ad aula unica ed il cimitero posto al suo fianco.
Dell'antica chiesa, più piccola e costruita intorno al X secolo, rimangono alcuni resti, come il muro d'ambito settentrionale. L'edificio medievale fu ampliato nel XV secolo, con la costruzione di un nuovo presbiterio quadrato (attuale sagrestia) e di una nuova sagrestia (attuale ripostiglio). La consacrazione avvenne il 26 novembre 1549.
Nel 1580 vennero aggiunte due cappelle: una per il battistero ed una intitolata alla Vergine Maria. Nel 1611 fu costruito il campanile che si conserva tuttora nella sua parte inferiore, di stile prerinascimentale. Negli ultimi anni del XVIII secolo, fu infatti chiusa la cella campanaria per trasformarla nel segmento dell'orologio e la nuova cella viene costruita al di sopra.
L'edificio attuale è formato da una navata centrale che si apre su quattro cappelle laterali. L'organo risale al
1923 e sostituì quello antico, donato cinque anni più tardi alla parrocchia di Grantola. Recentemente l'edificio è stato oggetto di ampi e profondi restauri che hanno fatto emergere l'antichità del luogo di culto, nonché affreschi di un certo pregio.

## Chiesa di San Rocco

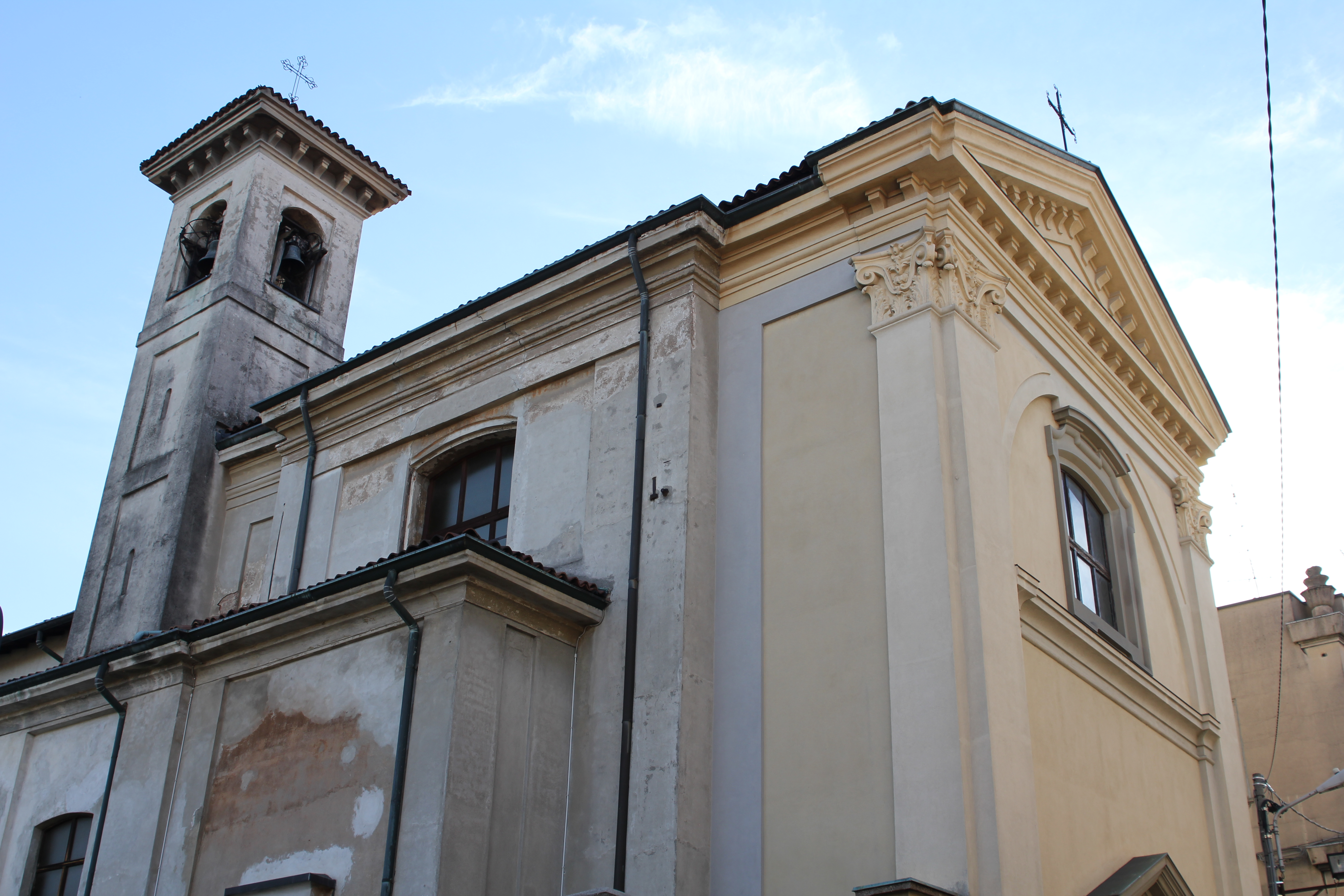
Chiesa di san Rocco

Fu eretta negli anni 1706-1713 nei pressi di una preesistente cappella, pure dedicata al santo protettore contro le pestilenze, che risaliva alla fine del XV secolo. Si trova a pochi metri dalla piazza Manzoni, un tempo sede del mercato.
A pochi metri dalla chiesa si trovava una porta secondaria del borgo di Busto Arsizio: Porta Novara. Nel 1909 la chiesa venne allungata e l'altare retrocesso di alcuni metri.
Sulla facciata, completata nel 1895, si trovano le statue di San Rocco e di San Giuseppe. L'interno conserva invece affreschi di Salvatore e suo figlio Francesco Maria Bianchi. Un tempo sugli altari minori erano conservate due tele di Pietro Antonio Magatti ora conservate nella parrocchia di San Michele
Legata un tempo al culto contadino della benedizione degli animali, in anni recenti durante il mese di settembre vi si celebra la sagra di san Rocco. Oggi costituisce una delle chiese sussidiarie della parrocchia prepositurale di San Michele Arcangelo, insieme a quelle di Madonna in Prato e di san Carlo.

## Chiesa di Madonna in Prato

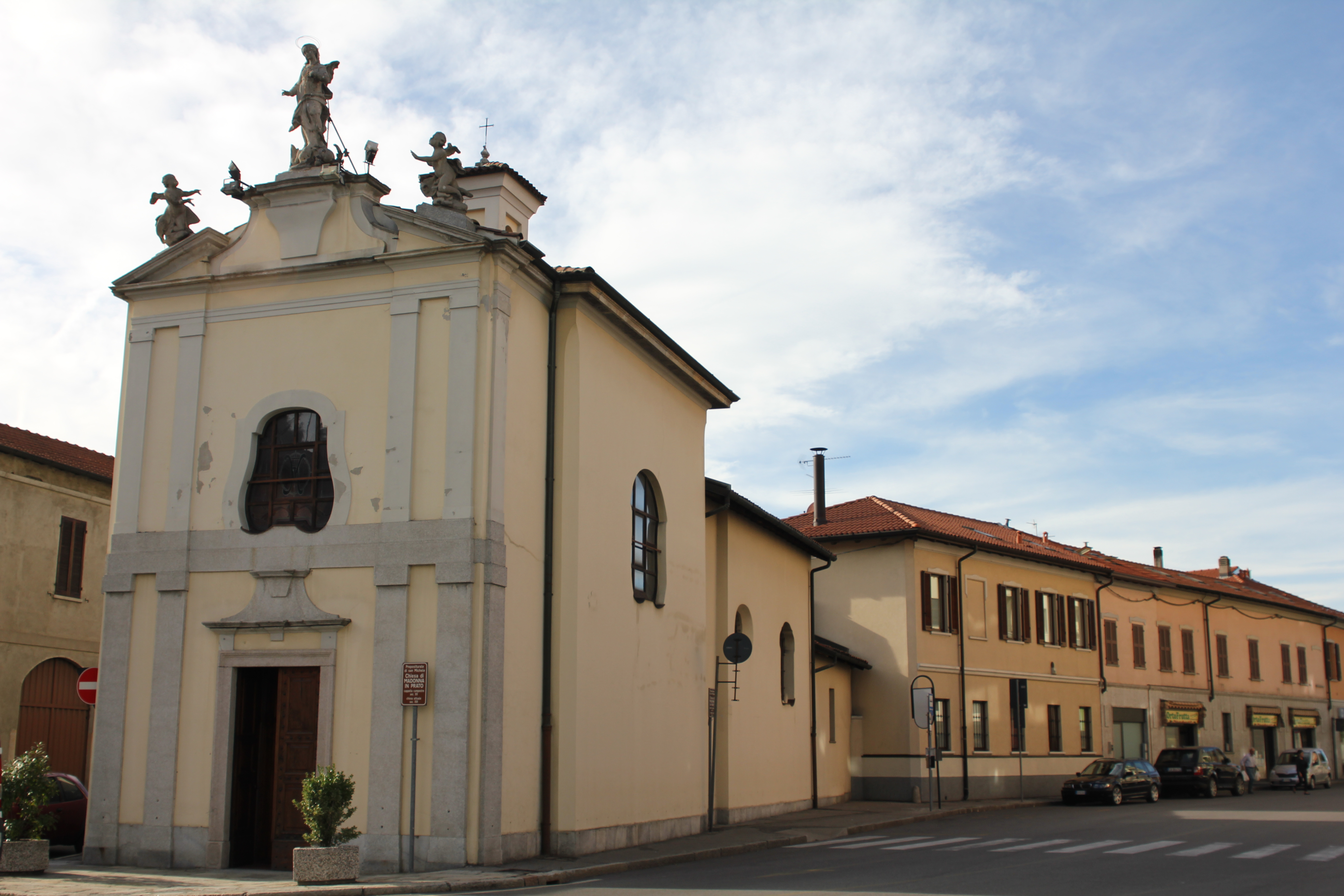
Chiesa di Madonna in prato

Sorta nel prato esistente presso la biforcazione tra le strade che conducevano a Gallarate (sulla destra guardando la facciata della chiesa), e a Verghera ed Arnate (a sinistra), la sua configurazione attuale è opera del canonico Biagio Bellotti che, tra il 1773 e l'anno successivo modificò la chiesa cinquecentesca. Tale chiesa, già ampliata nel 1584, fu edificata per sostituire un'edicola del Trecento che presentava un dipinto della Madonna che allatta Gesù Bambino. Bellotti ridipinse l'affresco sopra l'originario, poi rinvenuto durante i recenti lavori di restauro. Sue sono anche le tre statue poste in cima alla facciata della chiesa.
L'edicola originale, che presentava un piccolo portico aperto, sorgeva su quello che era il prato di Piscina (una delle quattro contrade del borgo di Busto Arsizio in epoca medievale). La chiesa fu sconsacrata in epoca napoleonica in seguito riconsacrata
La chiesa attuale fu più volte oggetto di restauro, nel 1893, nel 1921 e tra il 1976 e il 1978. Oggi la Madonna in Prato (o chiesa dell'Immacolata Concezione) è una delle tre chiese ausiliarie della parrocchia di San Michele Arcangelo, insieme a San Rocco e a San Carlo Borromeo.

## Chiesa di San Carlo Borromeo

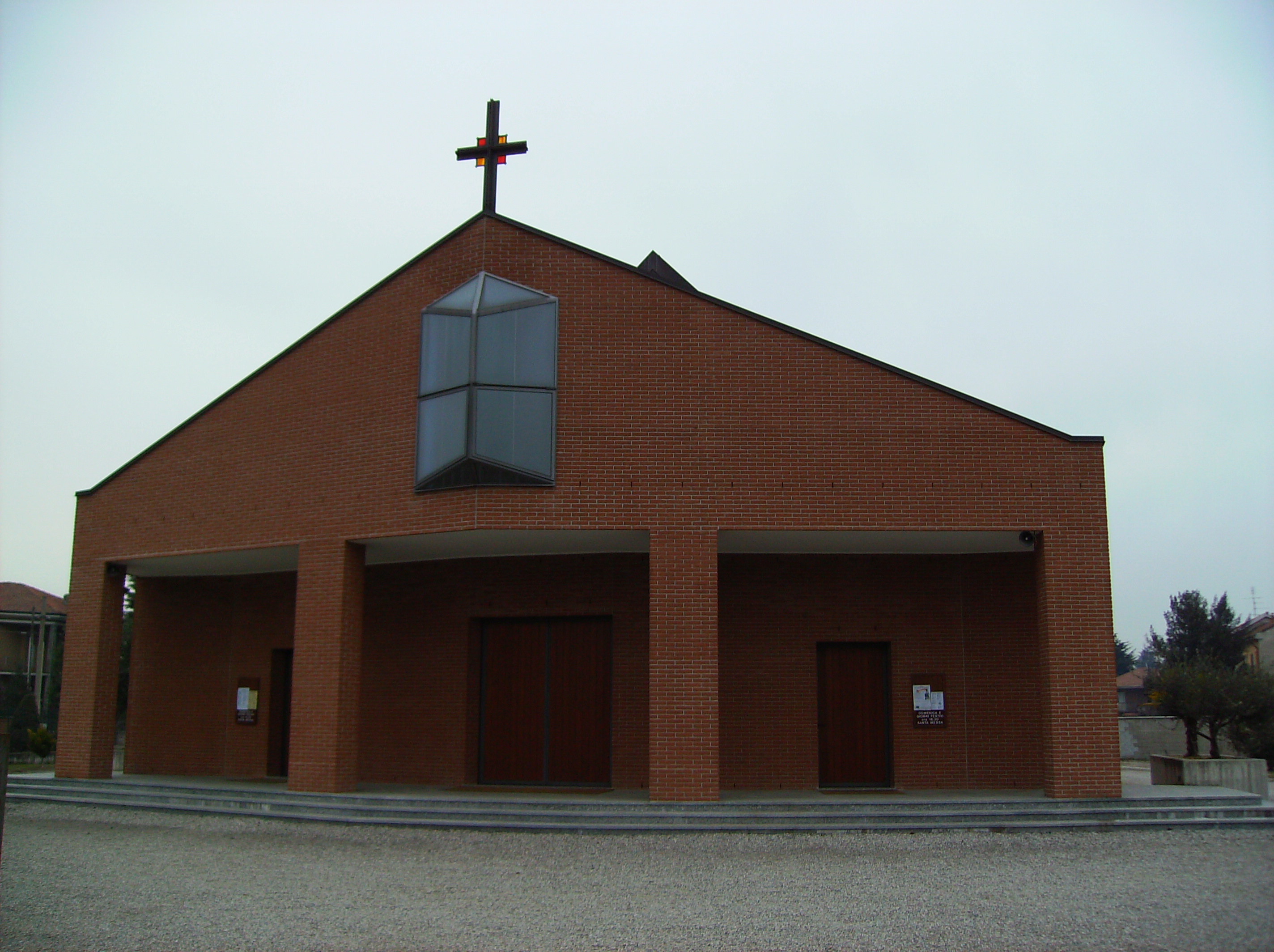
Chiesa di san Carlo

Edificata a partire dal 1998 su un terreno comprato tre anni prima, fu consacrata il 24 settembre 2000 dal cardinale Carlo Maria Martini e dedicata ad uno dei più importanti vescovi della storia dell'arcidiocesi. È ubicata nella zona della parrocchia di San Michele Arcangelo più vicina al territorio di Madonna Regina., un'area densamente abitata grazie alle case di edilizia popolare di viale Sicilia. Costituisce l'ultima chiesa cattolica costruita sul territorio di Busto Arsizio.
L'edificio presenta una facciata a capanna e il rivestimento esterno è in mattoni a vista.
La chiesa ha una pianta rettangolare ed un'unica navata. La controfacciata è interrotta da un ampio e capiente coro rialzato, illuminato dall'unica vetrata della facciata, e a cui si accede attraverso una vano scala. Sul presbiterio è presente un dipinto di Cristo risorto e una crocifissione di Carlo Farioli
Nell'ampia sala sottostante la chiesa, è stata inaugurata, il 26 novembre 2010 la chiesa ortodossa di San Giovanni Crisostomo, appartenente all'Esarcato del Patriarcato ecumenico di Costantinopoli per le chiese ortodosse russe in Europa occidentale. Si tratta di una delle sei chiese ortodosse russe d'Italia.

## Chiesa di Sant'Antonio abate

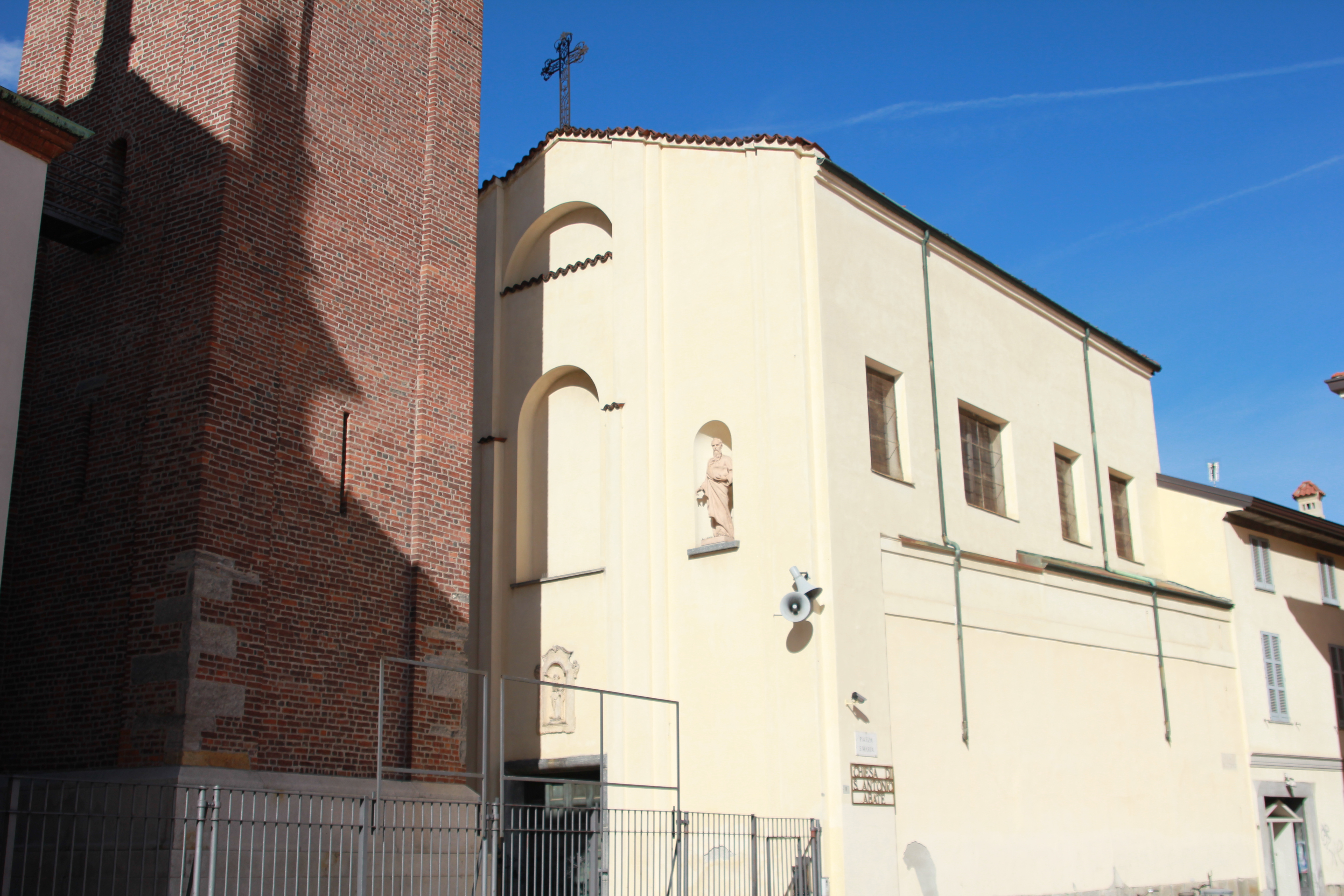
Chiesa di Sant'Antonio abate

Sussidiaria di san Giovanni Battista, la sua prima pietra fu posta nel 1363 per volere di Cristoforo de Medicis e dedicata ad un santo a cui il borgo era devoto, in quanto protettore contro gli incendi. Si affaccia sulla piazza Santa Maria e condivide il campanile con la basilica.
Fu la sede della scuola di predicazione di sant'Antonio e, a partire dal 1572, della scuola del santissimo Sacramento. I confratelli di tale scuola ampliarono e modificarono l'edificio ispirandosi alle norme del cardinale San Carlo Borromeo, la ricchezza dell'interno (metafora dell'anima) si contrappone con la povertà dell'esterno (metafora del corpo).
La chiesa fu ulteriormente ampliata negli anni tra il 1669 e il 1672 fino ad assumere la configurazione attuale. Nel 1875 venne eseguito un restauro per volere del prevosto di san Giovanni, don Giuseppe Tettamanti. Nel 1889 fu rimosso il portico che precedeva la chiesa e la facciata fu rinnovata da Carlo Maciachini, che la divise con lesene. La decorazione della facciata venne poi rimossa nel 1939 e nel 1975 sopra la porta della facciata fu posta la statua di sant'Antonio.
All'interno della chiesa è presente la Pala d'altare della fine del XVI secolo raffigurante la Madonna col bambino tra sant'Antonio Abate e san Carlo Borromeo. Sono presenti anche due dipinti di Antonio Crespi Castoldi sulla controfacciata. È anche presente un organo del 1727, recentemente restaurato.
La chiesa attualmente viene utilizzata per mostre d'arte e per accogliere l'annuale mercatino dei Barlafusi, organizzato dal Centro di Aiuto alla Vita cittadino con il fine di aiutare economicamente le mamme che non desiderano abortire.

## Chiesa di San Gregorio Magno in Camposanto

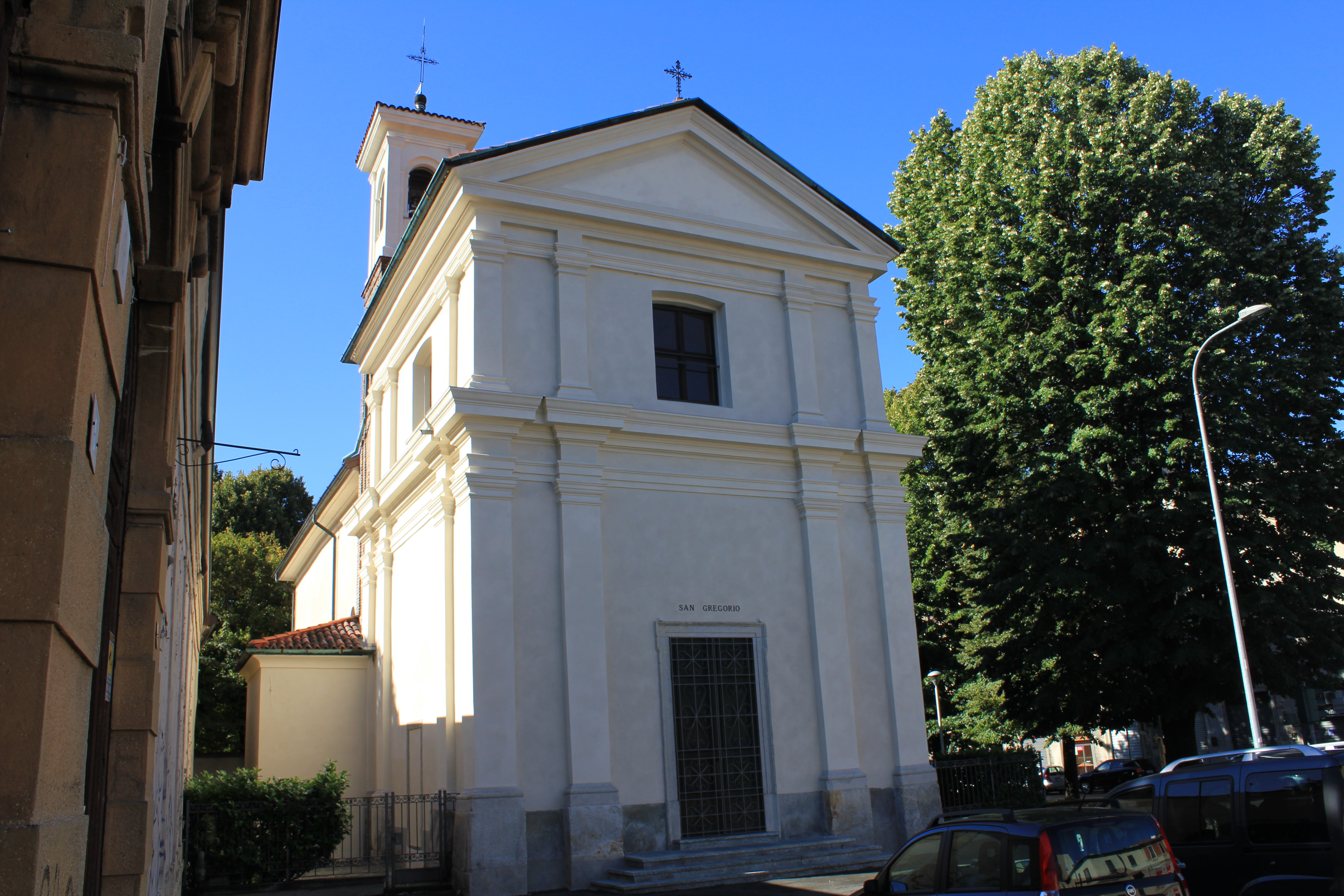
Chiesa di san Gregorio

Eretta a partire dal 1632, al termine di un'epidemia di peste, nell'area del lazzaretto adiacente al cimitero degli appestati. I lavori, subito interrotti, continuarono tra il 1656 e il 1659. Lo stile della chiesa, appartenente alla parrocchia di San Giovanni Battista, è barocco e risponde alle norme di San Carlo Borromeo e alla povertà degli esterni.
Nel 1719 si costruirono il campanile e la nuova sacrestia. L'altare di marmo sostituì quello di mattoni nel 1736. La chiesa fu ampliata in modo sostanziale nel 1743. La volta fu dipinta da Biagio Bellotti intorno al 1745.
Tra il 1924 e il 1926 sul fondo della chiesa fu aggiunta la nuova sacrestia e vennero condotti dei restauri che comprendevano il trasferimento dell'altare sul fondo della chiesa. La pala dell'altare rievoca il miracolo di San Gregorio Magno, che nel 590 ottenne la cessazione della peste dopo una solenne processione. All'esterno, vicino alla parete occidentale della chiesa, nel 1941 è stata collocata una copia della colonna votiva.
Nel 2012, al termine dei lavori di restauro, san Gregorio è diventato il primo edificio religioso della Lombardia dotato di teleriscaldamento.

## Tempio civico della Beata Vergine delle Grazie

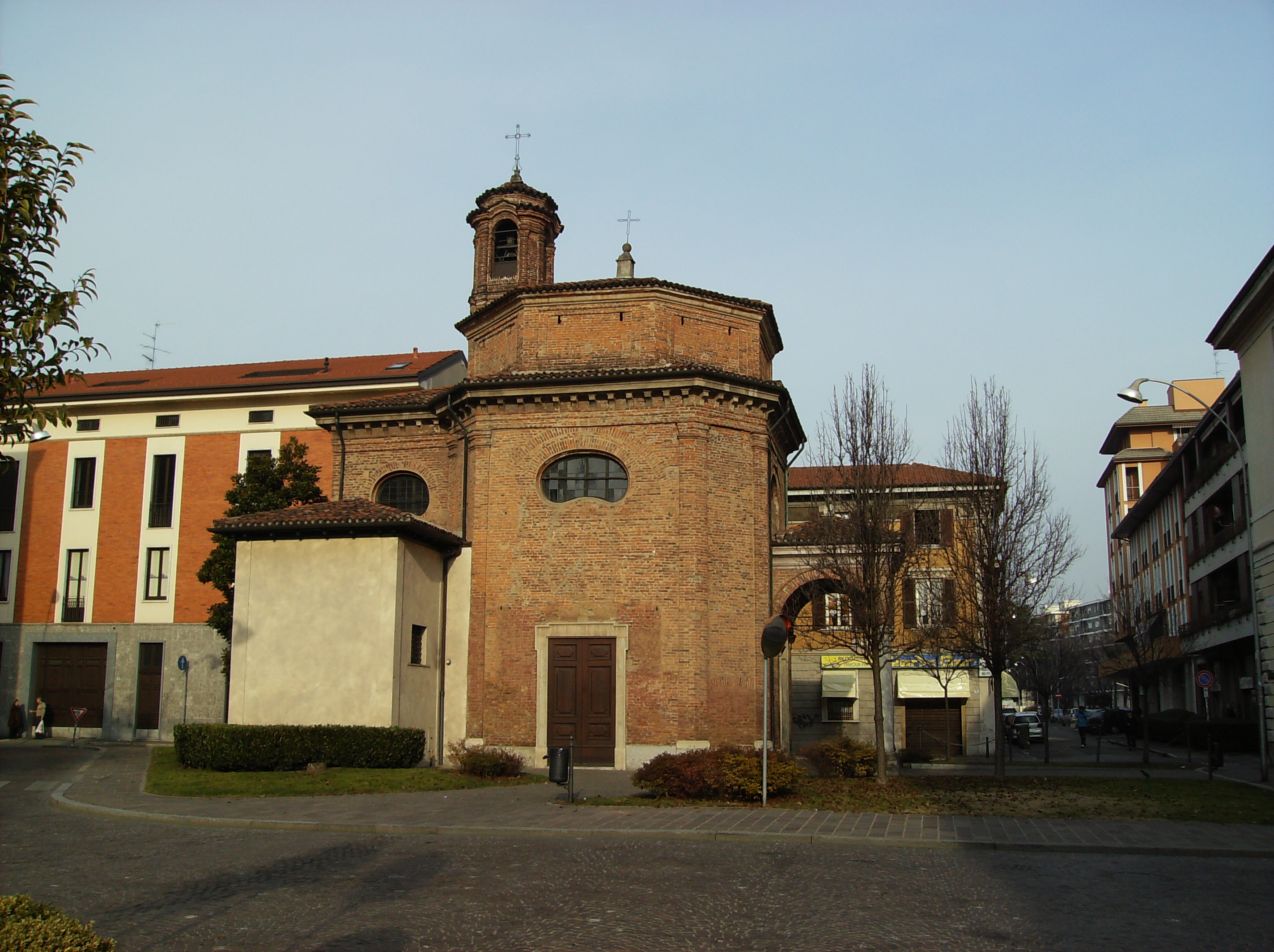
Beata Vergine delle Grazie

Conosciuto anche come chiesa di sant'Anna (da non confondere con la chiesa dell'omonima parrocchia bustocca) a causa di un affresco raffigurante la Pietà con la santa in compagnia di san Giuseppe, il tempio fu costruito tra il 1710 e il 1714, grazie al canonico Benedetto Landriani nel luogo dove si venerava tale immagine. Successivamente, di fronte alla chiesa fu costruito l'edificio che attualmente ospita la casa municipale, ovvero il Palazzo Gilardoni.
L'edificio presenta una pianta quasi ottagonale, mentre l'esterno è in mattone a vista.
Al suo interno si trovano le lapidi in memoria dei Caduti di tutte le guerre e dei lager nazisti. Gli affreschi, realizzati da Salvatore Bianchi e da suo figlio Francesco Maria, furono completati tra il 1712 e il 1714.
La chiesa fu restaurata dapprima nel 1880 e successivamente nel 1957, quando fu separata da una serie di costruzioni che si erano formate sul retro. Divenne tempio civico il 7 giugno 1959.
Il largo antistante la chiesa è intitolato ad Angelo Castiglioni, partigiano bustocco deportato in Germania.

## Chiesa di Madonna in Veroncora

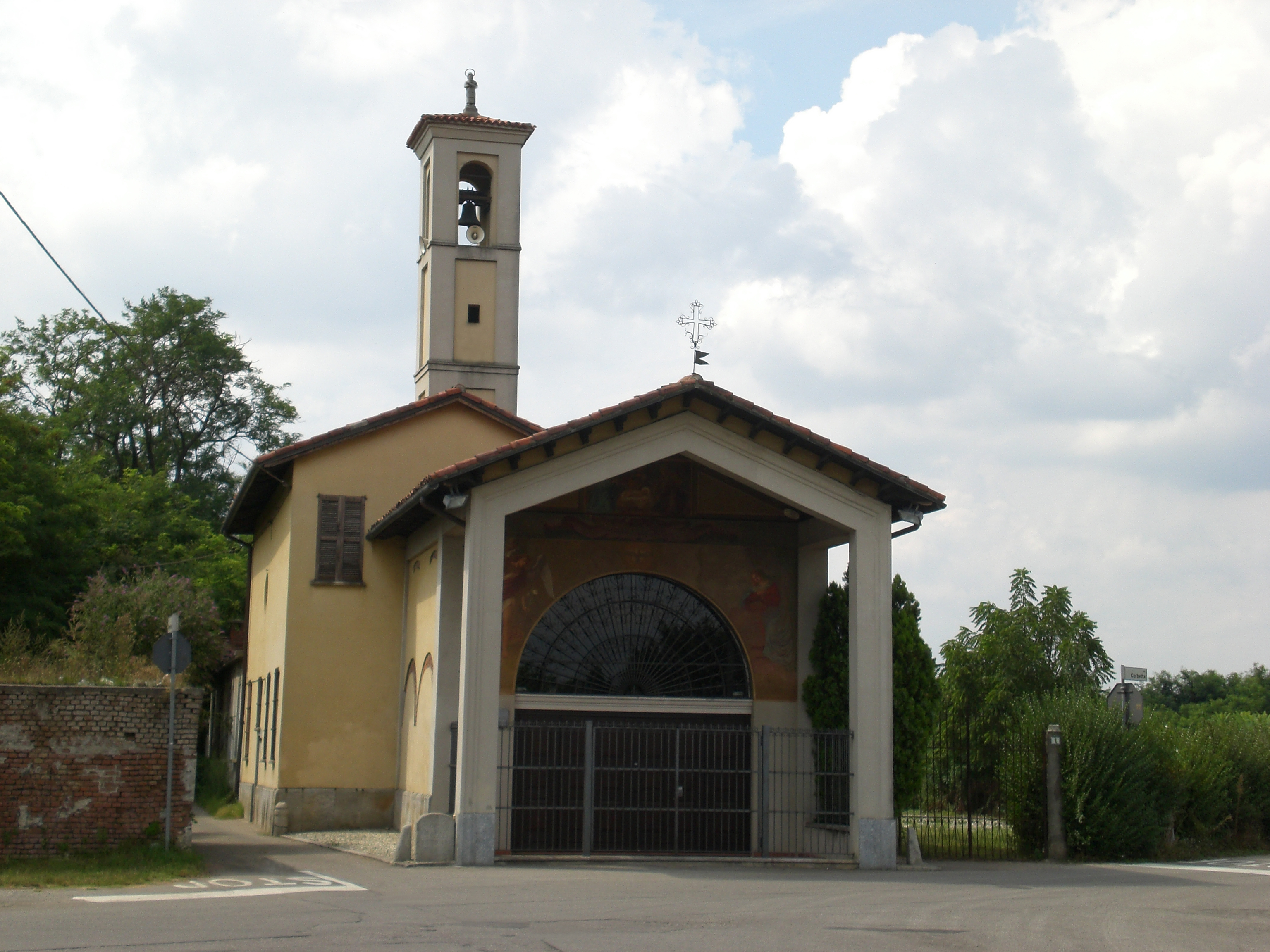
Chiesa di Madonna in Veroncora

Citata nei documenti a partire dal 1639, sorgeva nelle campagne di Busto Arsizio, all'incrocio tra strade importanti in epoca medievale. Fu benedetta nel 1656 dal prevosto di san Giovanni Battista, don Armiraglio. Si tratta di una piccola chiesa a pianta quadrata e coperta con una volta a crociera.
Si affaccia su Largo san Grato, vescovo di Aosta e protettore dei raccolti dalle tempeste. In cima al campanile ottocentesco a pianta quadrata si trova una statua intitolata a tale santo.
Nel Settecento vi si celebrava una santa Messa di domenica all'aurora. Una volta era una delle chiese ausiliarie di san Michele Arcangelo, mentre attualmente si trova sul territorio della parrocchia del Santissimo Redentore. Tale parrocchia organizza ogni anno presso la chiesa la Sagra dell'Angelo, che affonda la sua storia nel solco delle tradizioni bustocche, tra fede e lavoro.
All'interno della chiesa è presente un affresco seicentesco raffigurante la deposizione di Gesù tra le braccia della Vergine Maria. L'edificio è stato oggetto di restauro nel 1853 e successivamente negli anni tra il 1982 e il 1985. Attraverso tale restauro furono recuperati i dipinti raffiguranti l'incontro della Vergine Maria con Elisabetta, l'incoronazione della Madonna, l'Assunzione.

## Chiesa di San Bernardino

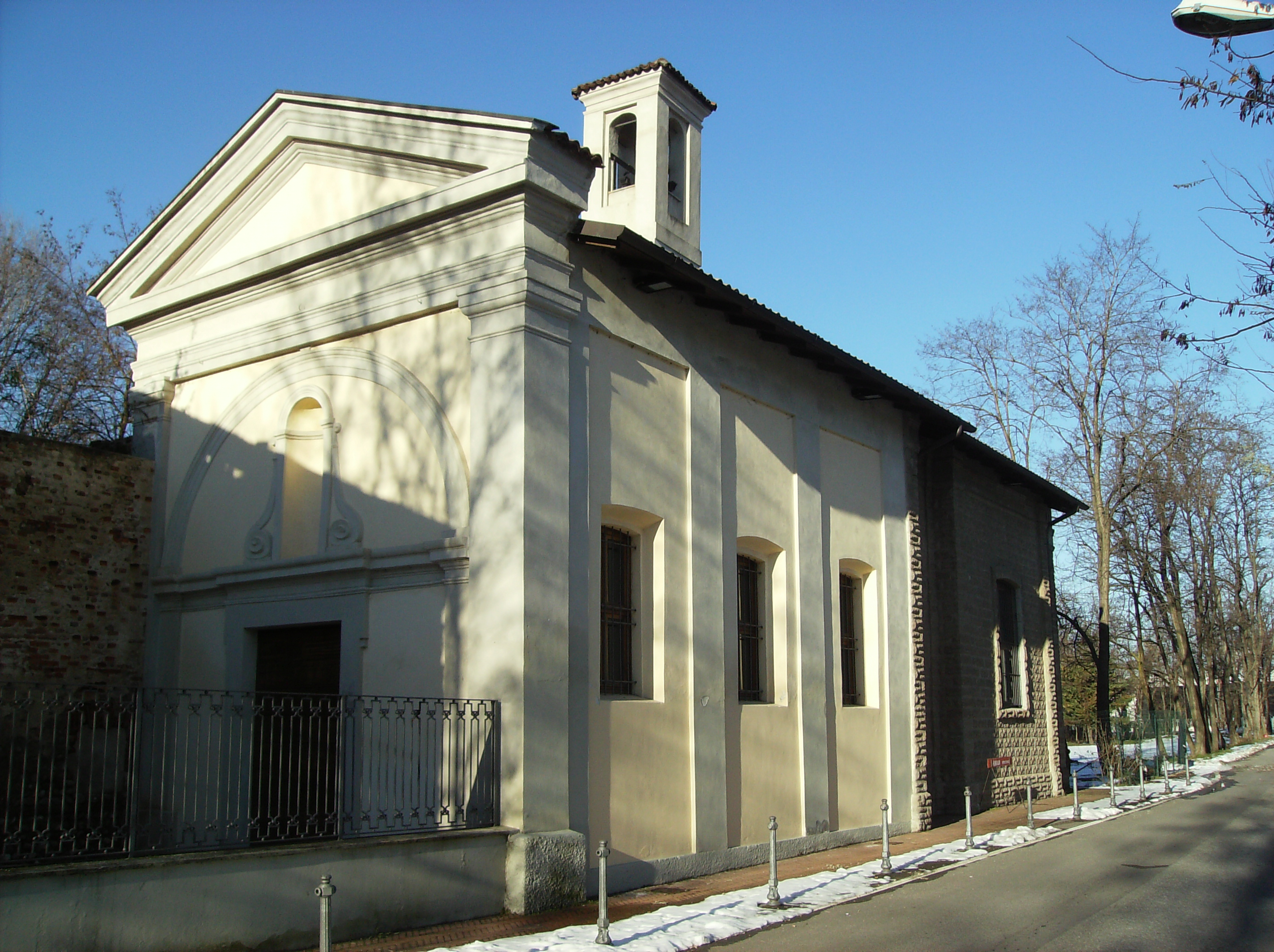
Chiesa di San Bernardino

Dedicata a san Bernardino da Siena, sorge sull'area della "cascina dei Poveri", dove nel Medioevo nacque la beata Giuliana. L'edificio fu costruito tra il 1663 e il 1667 e benedetto nel 1668. La sagrestia fu aggiunta nel 1684 e il campanile è del secolo successivo.
Nel 1913, su progetto dell'architetto teramano e bustese d'adozione Silvio Gambini, vennero demolite la sagrestia e la parete di fondo per aggiungere un nuovo presbiterio, una nuova aula e una nuova sagrestia. L'edificio fu dichiarato pericolante nel 1967 e fu chiuso al culto. In quegli anni la stessa Cascina dei Poveri si spopolò e l'intera area cadde in abbandono.
Nel settembre del 2000 è terminato il profondo restauro di questo antico oratorio, durato circa un anno e mezzo. Durante tale restauro, su progetto e con direzione dei lavori dell'architetto Alfredo Castiglioni, è stata ripristinata la copertura dell'edificio ed è stato riportato alla luce il vecchio pavimento in calce e sabbia, visibile sotto una lastra di vetro.
L'acquasantiera in pietra, la statua di san Bernardino e la lapide con iscrizione dedicatoria alla Beata Giuliana, tutte opere d'arte del secolo XVII, sono attualmente esposte presso le Civiche raccolte d'arte di palazzo Marliani-Cicogna.

## Chiesa di Sant'Antonio da Padova

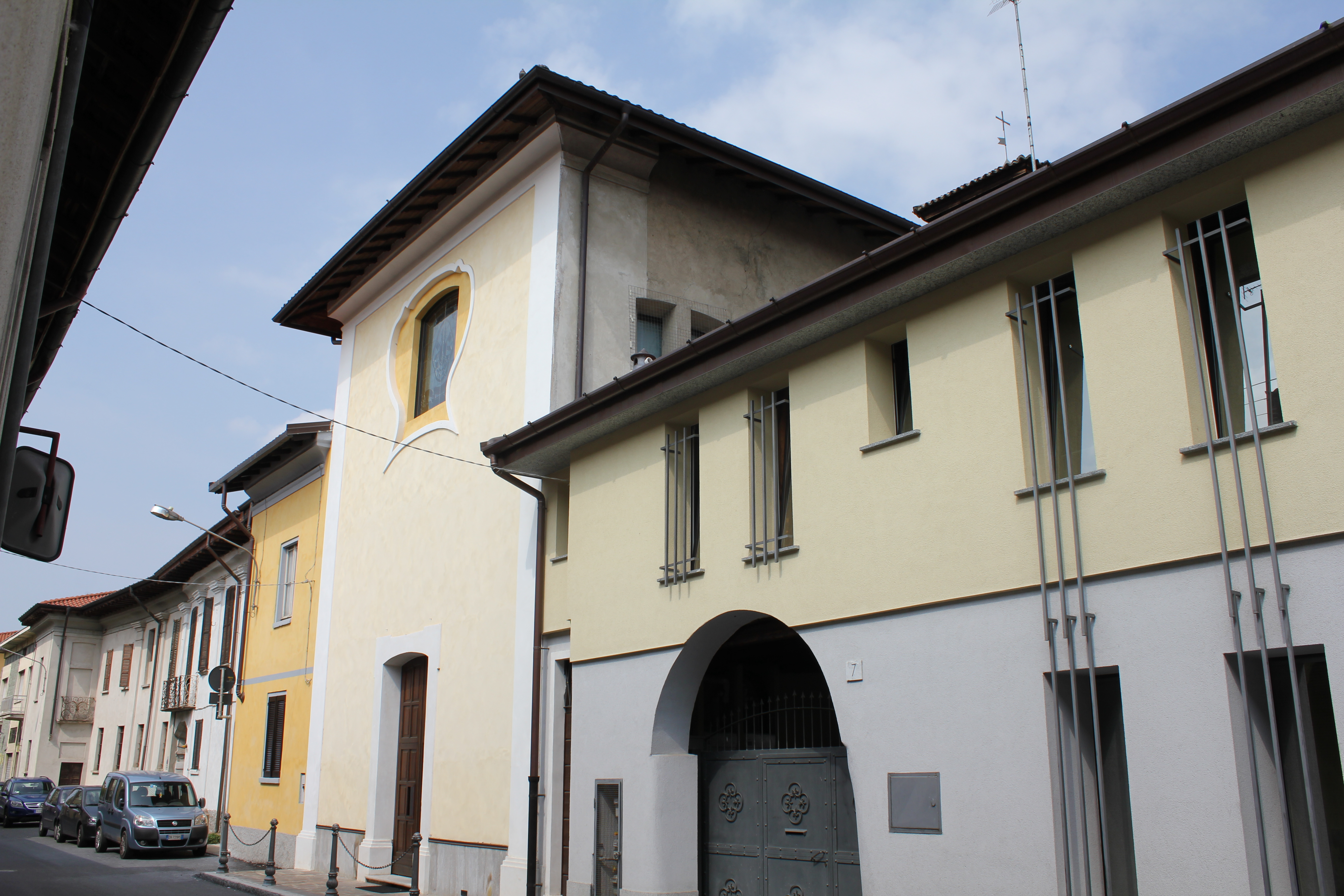
Chiesa di sant'Antonio da Padova

Appartenente al territorio parrocchiale di Borsano, venne costruita per volere del conte Carlo Rasini tra il 1717 e il 1719, nelle adiacenze della sua residenza. La piccola chiesa presenta una sagrestia sulla sinistra mentre il campanile si trova sulla destra.
Attraverso il restauro del 2007, sono emersi alcuni pregevoli affreschi sulle pareti. I dipinti possono essere assegnati al pittore Giovanni Stefano Doneda Montalti junior. Nell'olio su tela dietro l'altare sono raffigurati sant'Antonio, l'Angelo Custode con il Bambino Gesù e, più in alto, la Madonna. Il soggetto dell'affresco della parete di sinistra dietro all'altare è il miracolo della mula. L'affresco sulla parete di destra dietro all'altare rappresenta il miracolo del piede risanato.
Sulla facciata della chiesa era presente un pannello dedicato al santo. Già negli anni sessanta i colori erano quasi scomparsi e nel 1985 il Club Folclore e Sport decise di incaricare al pittore bustocco Gigi Magugliani la realizzazione di un nuovo dipinto, che fu poi collocato al posto del precedente. Il pannello fu rimosso durante i successivi restauri e divenne impossibile tornare a collocarlo nella stessa posizione.
Nel 2012, dopo il restauro commissionato dal Club borsanese a Giulia Lucarelli e a Silvio Combi, il quadro è stato collocato all'interno di una struttura in acciaio e vetro a vista, progettata dagli architetti Elena Colombo e Davide Candiani e posta all'incrocio tra via Novara e via 24 Maggio, in un'aiuola concessa da Agesp, l'ex-municipalizzata bustocca.

## Chiesa di Madonna in Campagna

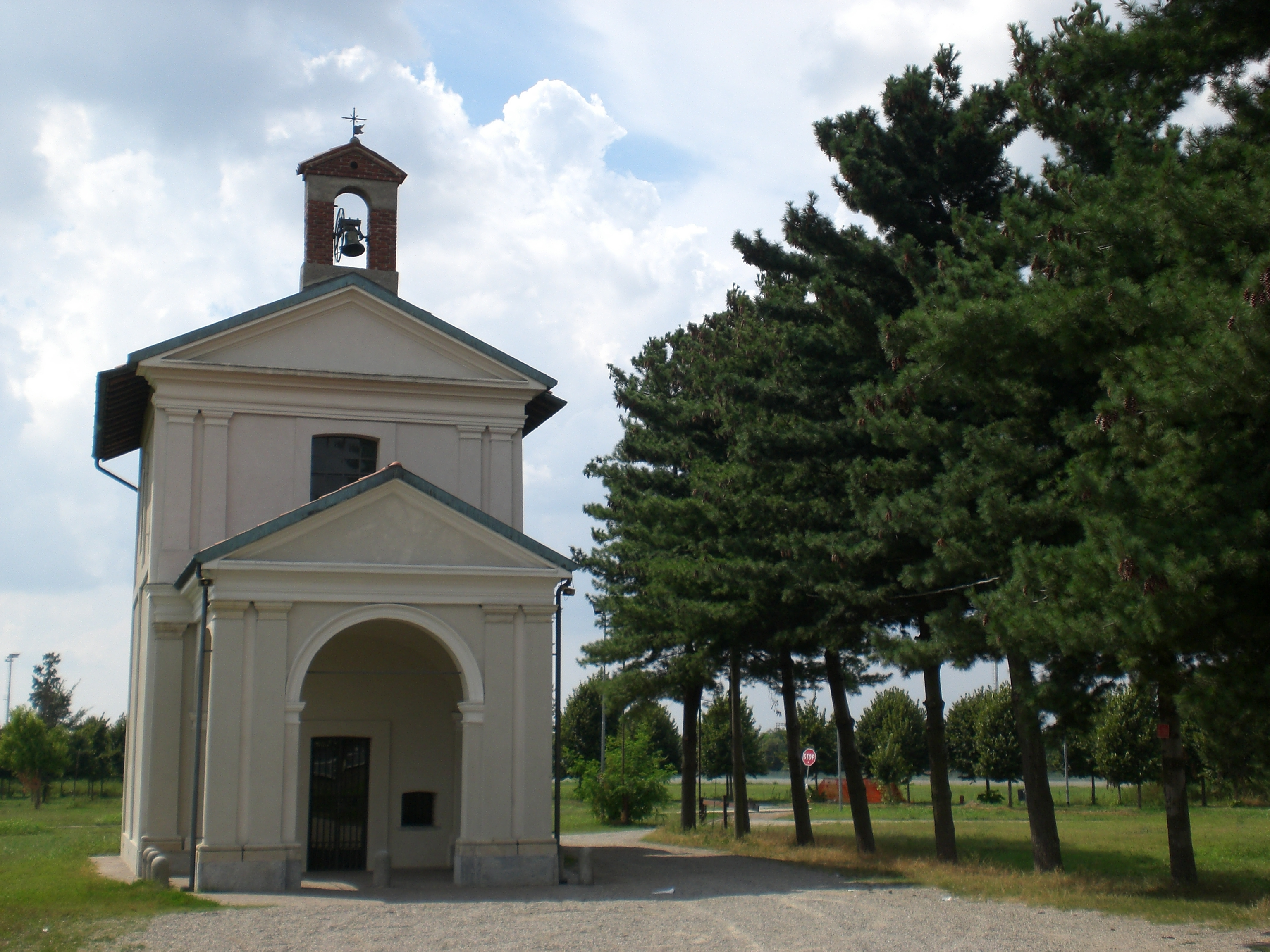
Chiesa di Madonna in Campagna

Dedicata alla Beata Vergine dei Sette Dolori, sorge sulla strada detta in Longù, che collegava Sacconago con Ferno. Fu costruita a partire dal 1702 nel luogo in cui si venerava un'immagine della Pietà su un tratto di muro.
Poco dopo il termine dei lavori, il 13 marzo 1704, il cardinal Alberico Archinto inviò a Sacconago il vicario foraneo monsignor Curioni per benedire la chiesetta. La benedizione ebbe luogo il 23 marzo di quello stesso anno.
La chiesa venne dotata di sagrestia nella seconda metà del Settecento.
L'interno presenta pareti bianche, una volta a botte e un pavimento di mattonelle. Sulla parete di fondo si trova un dipinto della Pietà, con la Madonna che regge il corpo del figlio morto e il Golgota sul fondo. Durante i recenti restauri si è scoperto che al di sotto di questo affresco ve n'era un altro, risalente al XV secolo più semplice e senza sfondo. Tale affresco era dunque venerato in quel luogo già prima della costruzione della chiesa.
A causa dei recenti lavori di rinnovamenti della viabilità che hanno permesso la connessione del quartiere bustocco con la zona industriale di sud-ovest, parte della vecchia strada fiancheggiata dalle robinie è andata perduta.

## Battistero di san Filippo Neri

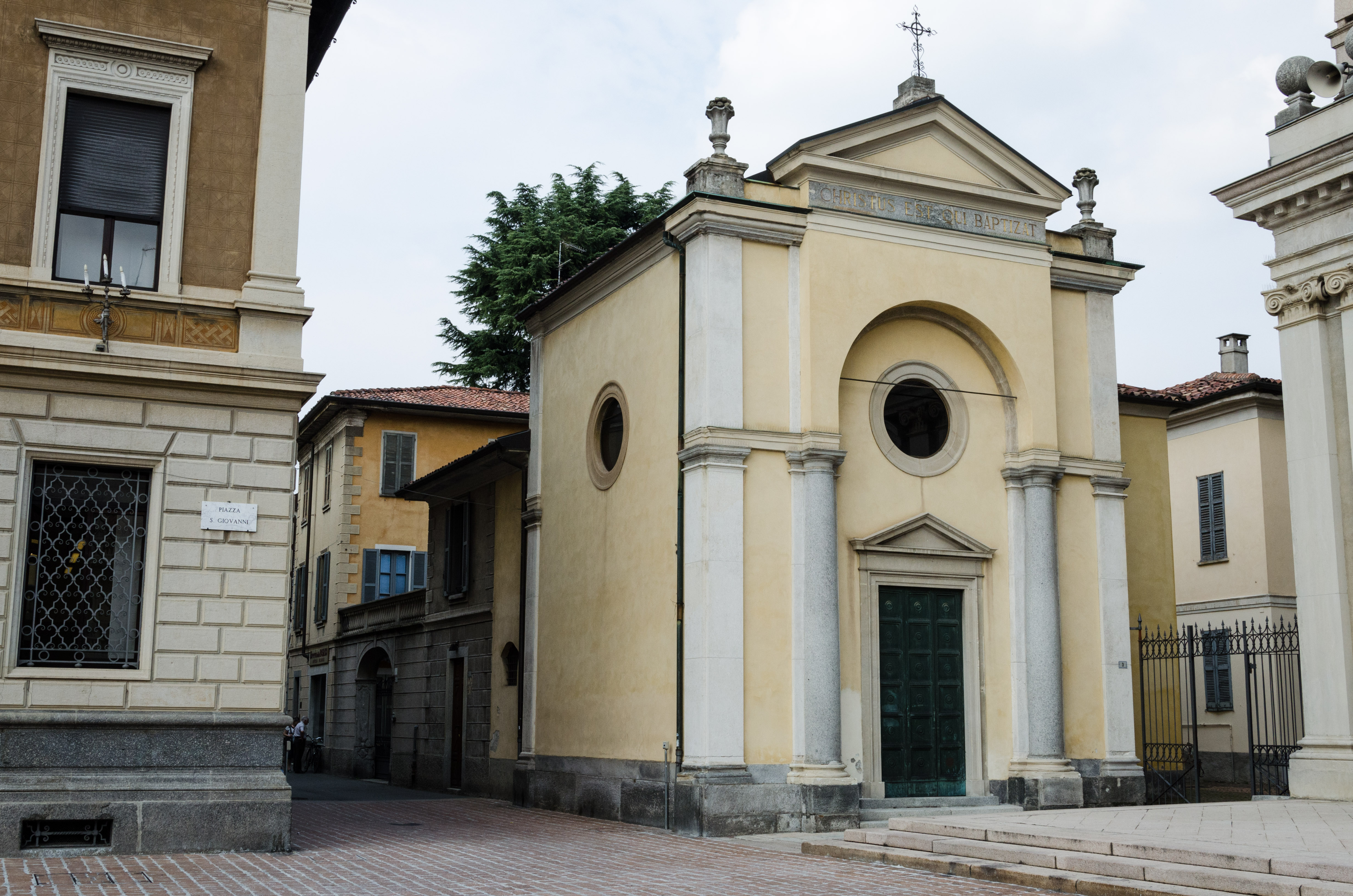
Battistero di san Filippo Neri

Intitolato al sacerdote romano inventore degli oratori, il battistero è una chiesa battesimale a pianta quadrata progettata da Biagio Bellotti accanto alla Basilica di San Giovanni Battista e realizzata tra il 1749 e il 1751.
Presenta due ingressi: uno dalla piazza San Giovanni, accanto al sagrato della chiesa, e l'altro da un'area di pertinenza della basilica stessa.
Sotto il pavimento della chiesa si trovano cinque tombe e un ossario profondo circa 24 metri.
Nell'Ottocento subì alcune modifiche, sia all'interno sia all'esterno. Tra il 1992 e il 1995 fu ripristinata la disposizione originaria degli interni con la ricollocazione del fonte battesimale.

## Galleria d'immagini

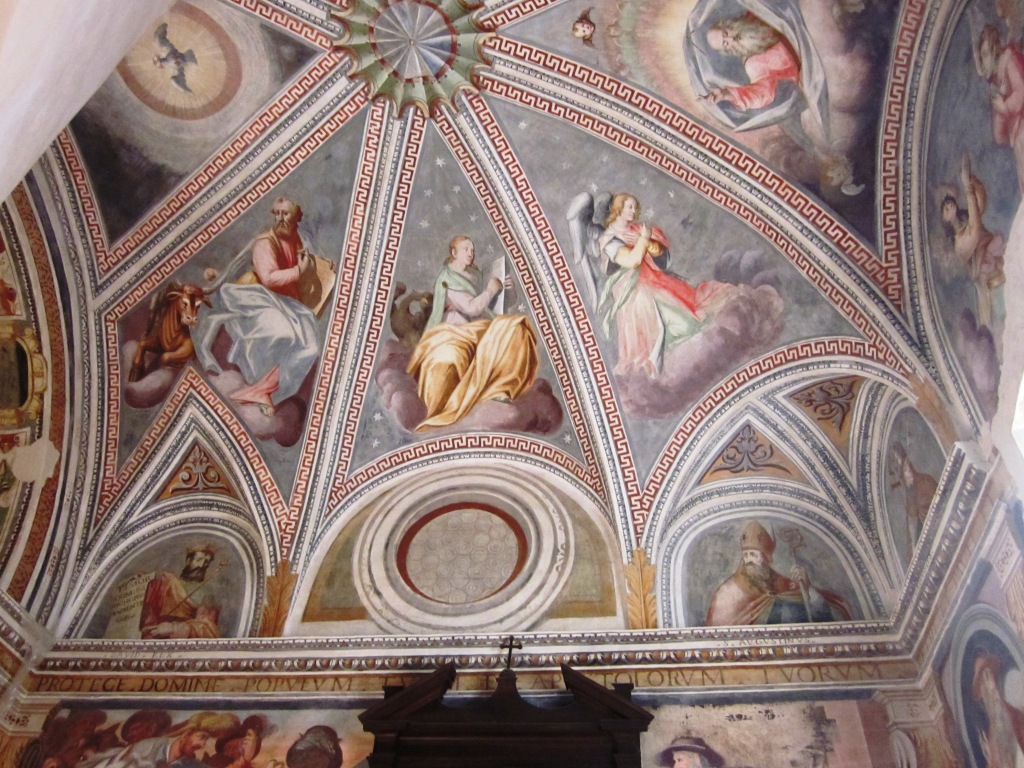
Volta principale della chiesa vecchia di Sacconago
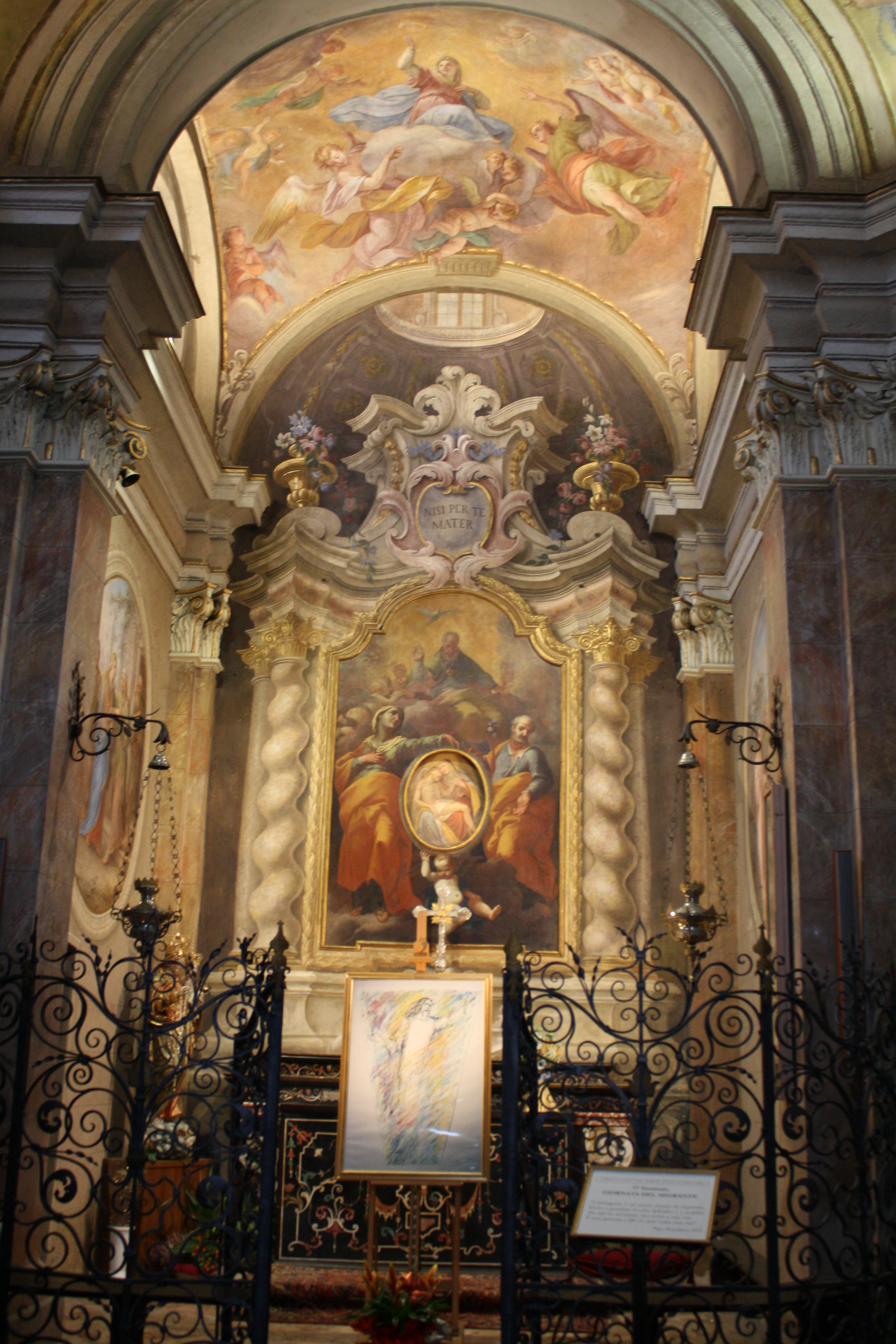
Altare della chiesa di Beata Vergine delle Grazie (tempio civico)
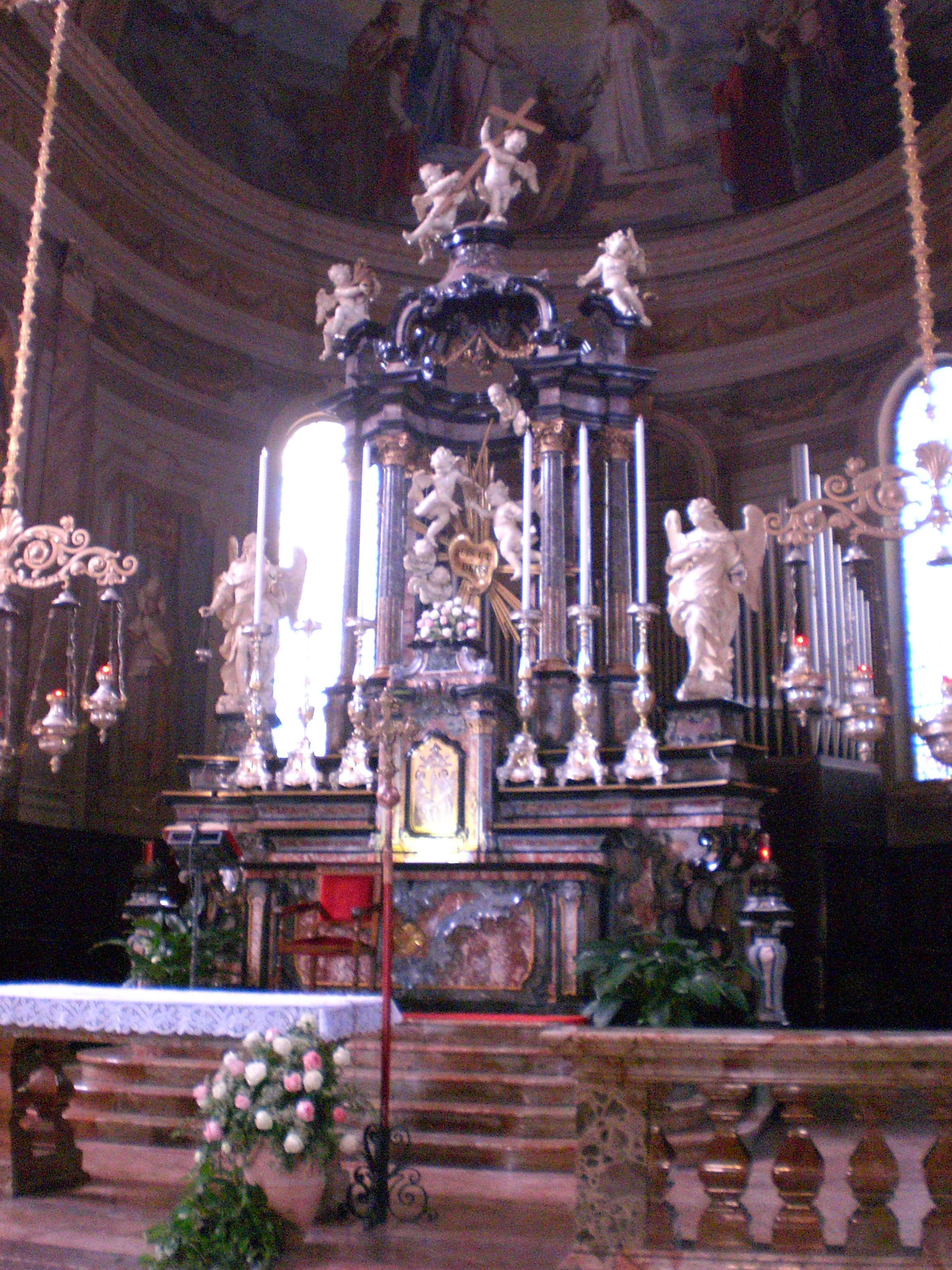
Altare della Prepositurale di san Michele Arcangelo
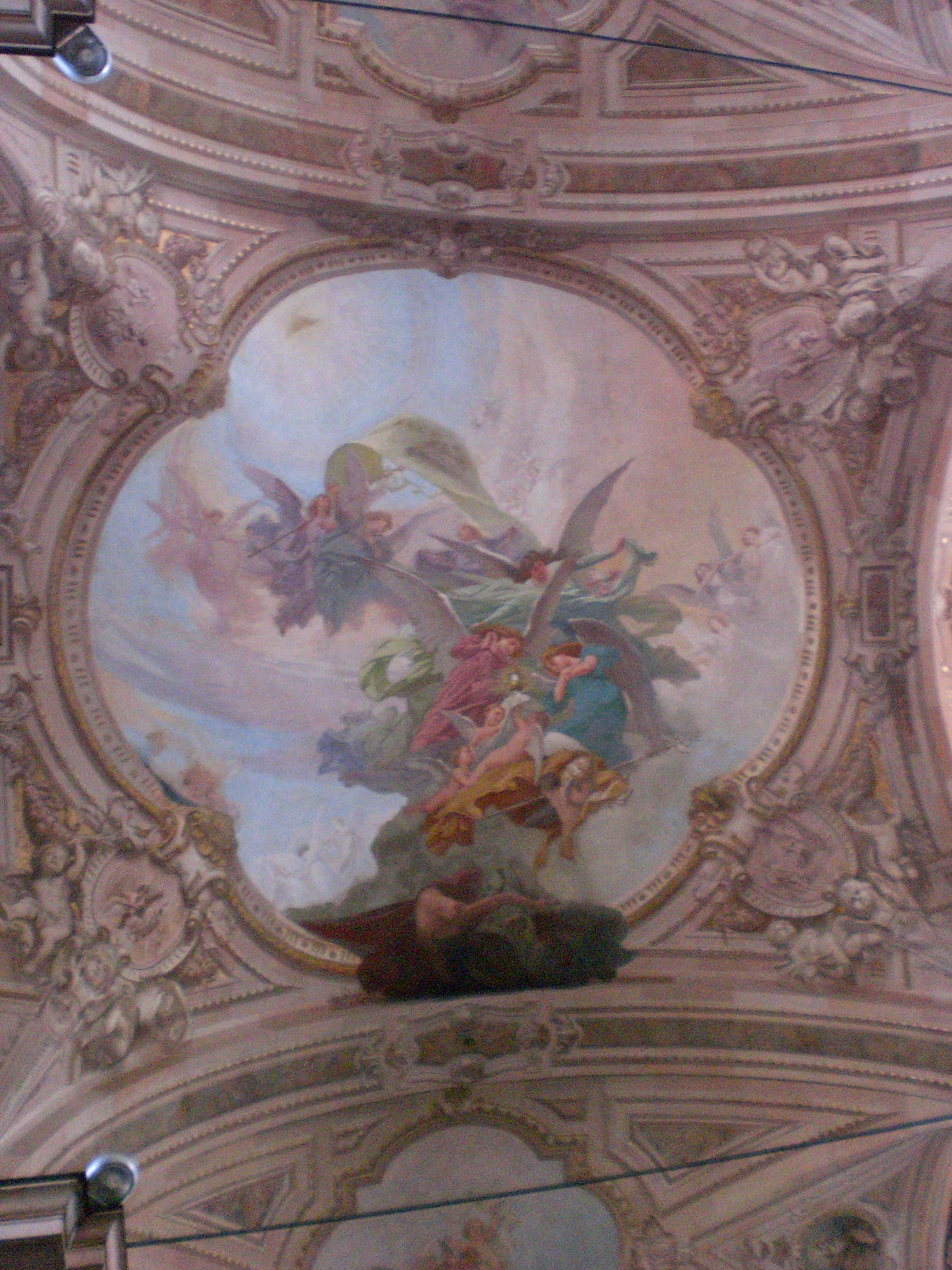
Affreschi della Basilica di san Giovanni Battista
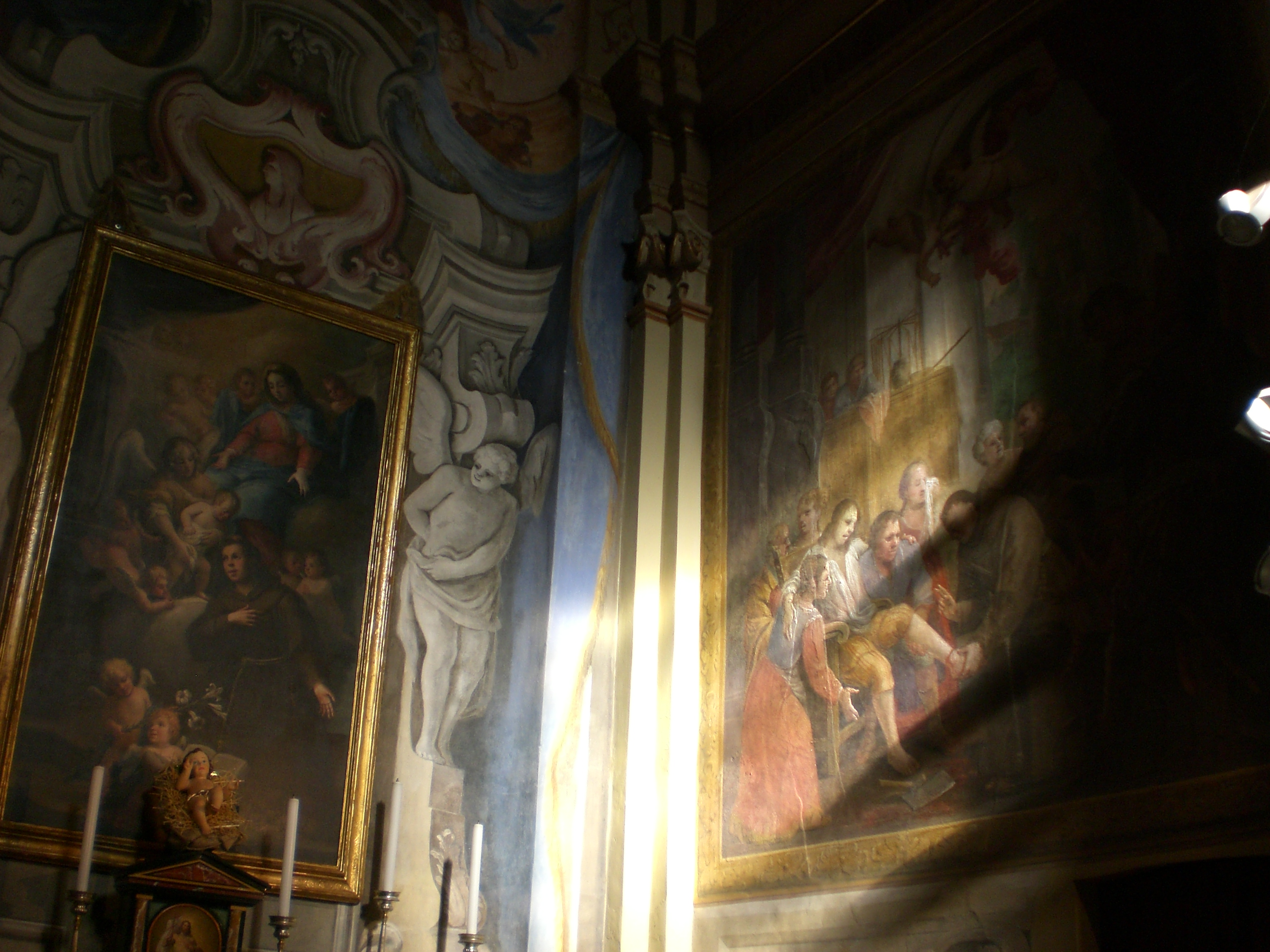
Affreschi della chiesa di Sant'Antonio da Padova (Borsano)
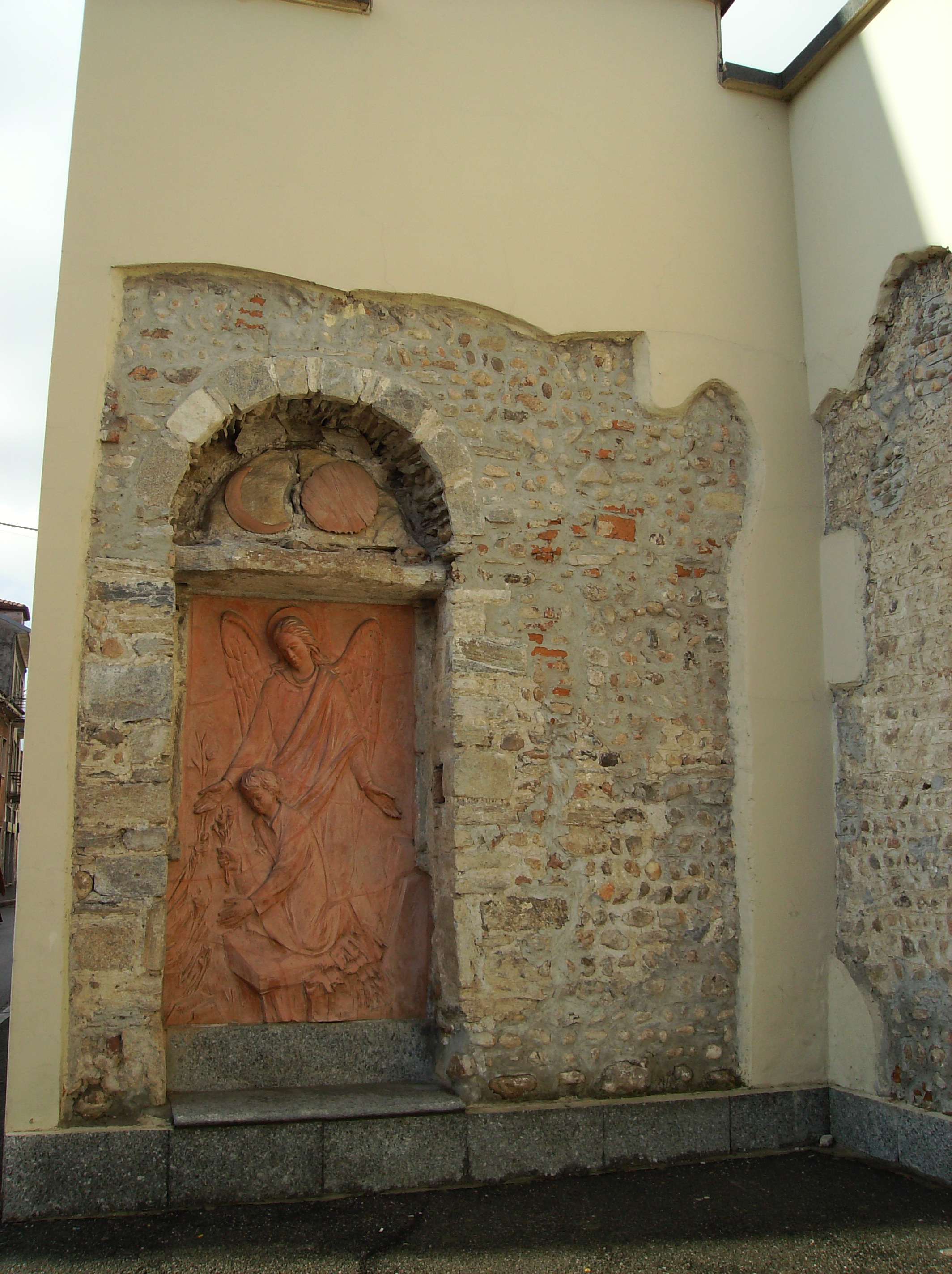
Resti della chiesa demolita di San Donato (Sacconago)
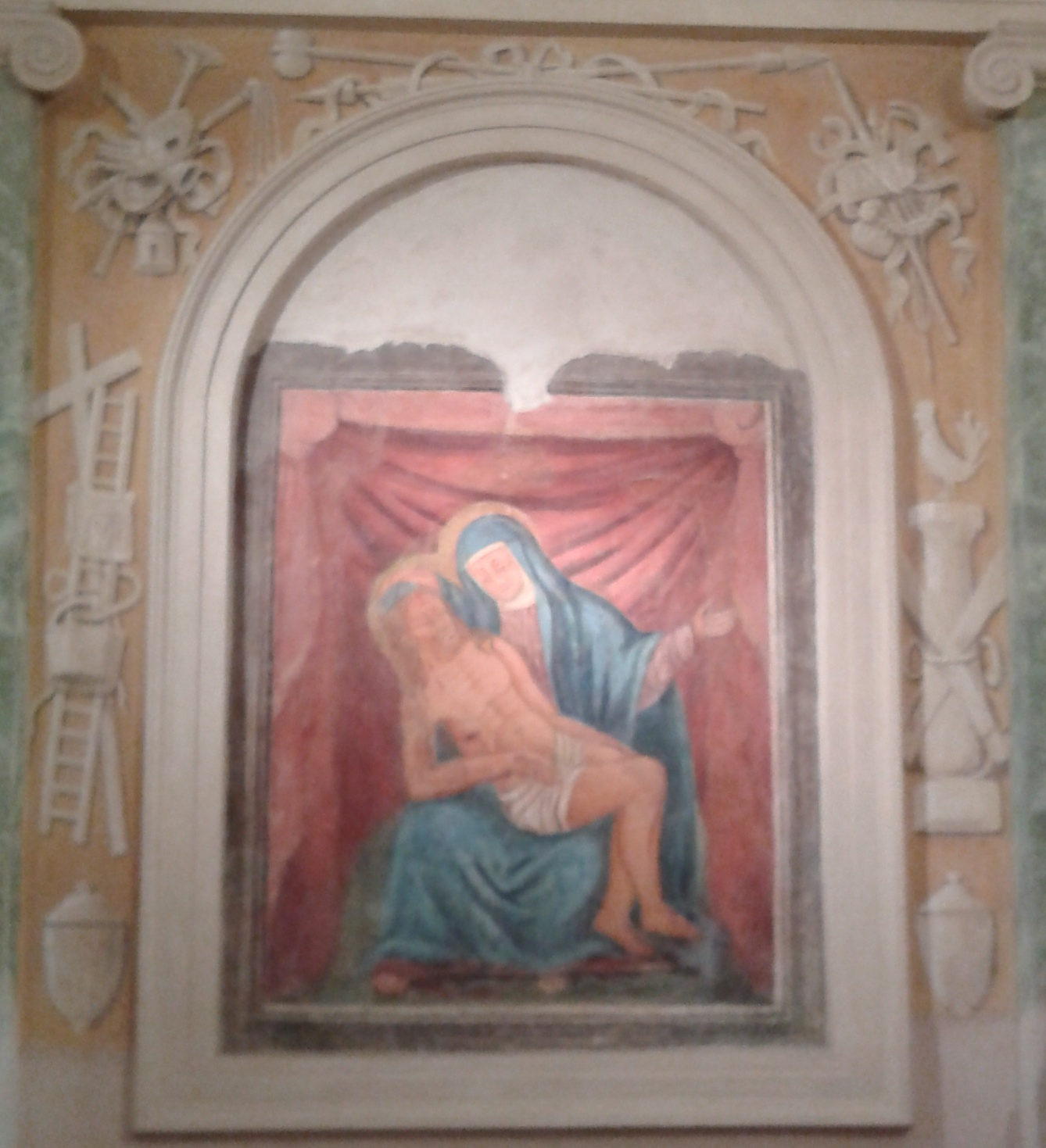
Pietà, chiesa di Madonna in Campagna
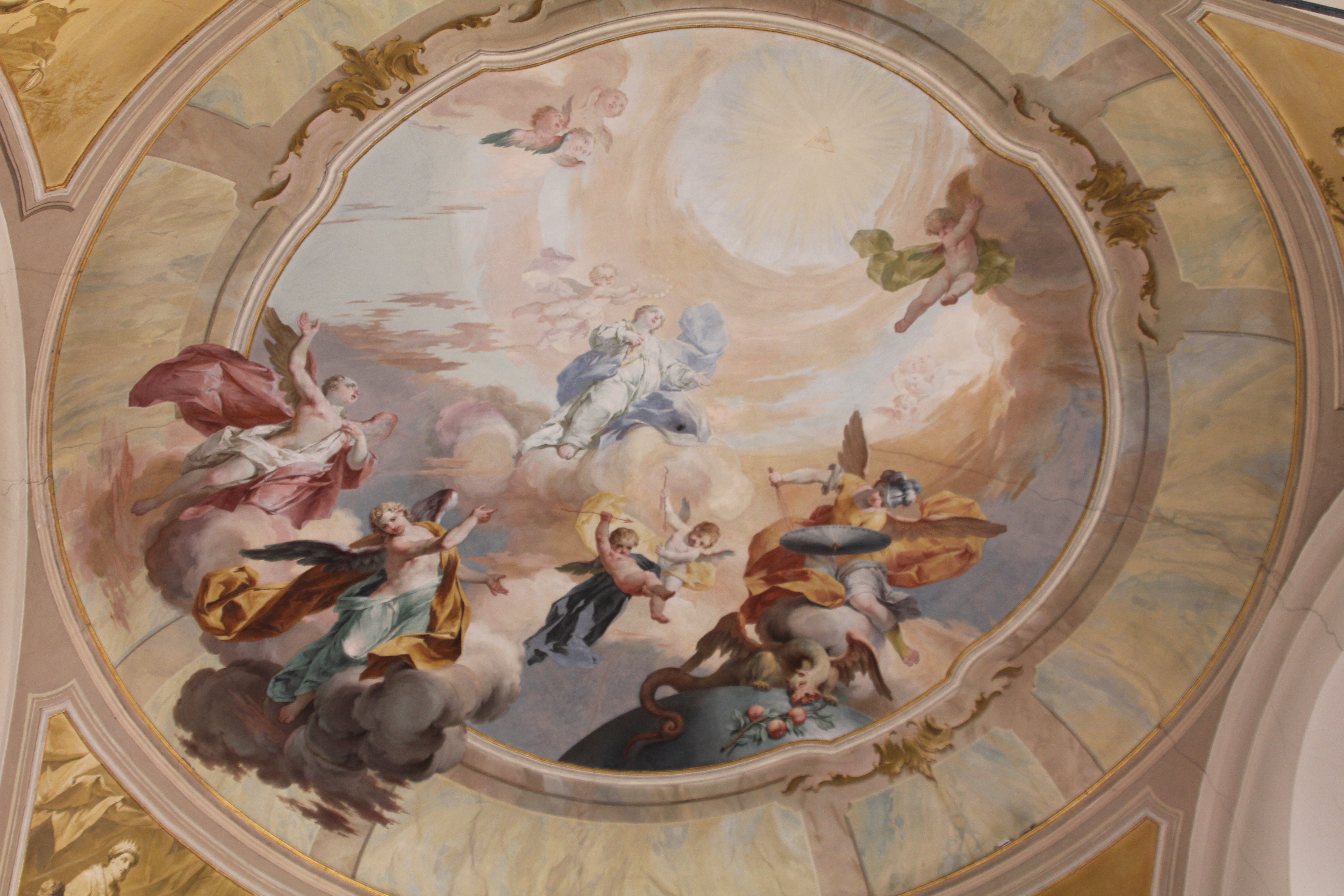
Affresco sul soffitto della navata di Madonna in prato
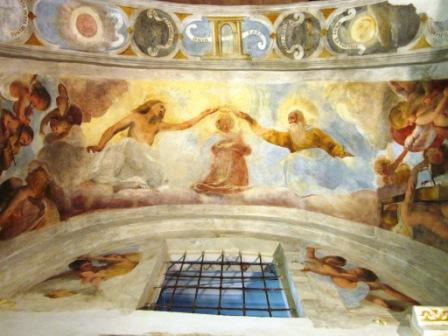
Volta della cappella della Madonna della chiesa vecchia di Sacconago
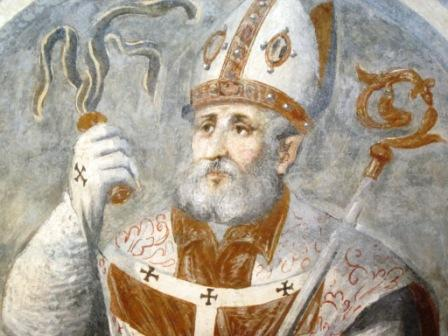
Affresco raffigurante Sant'Ambrogio nella chiesa vecchia di Sacconago
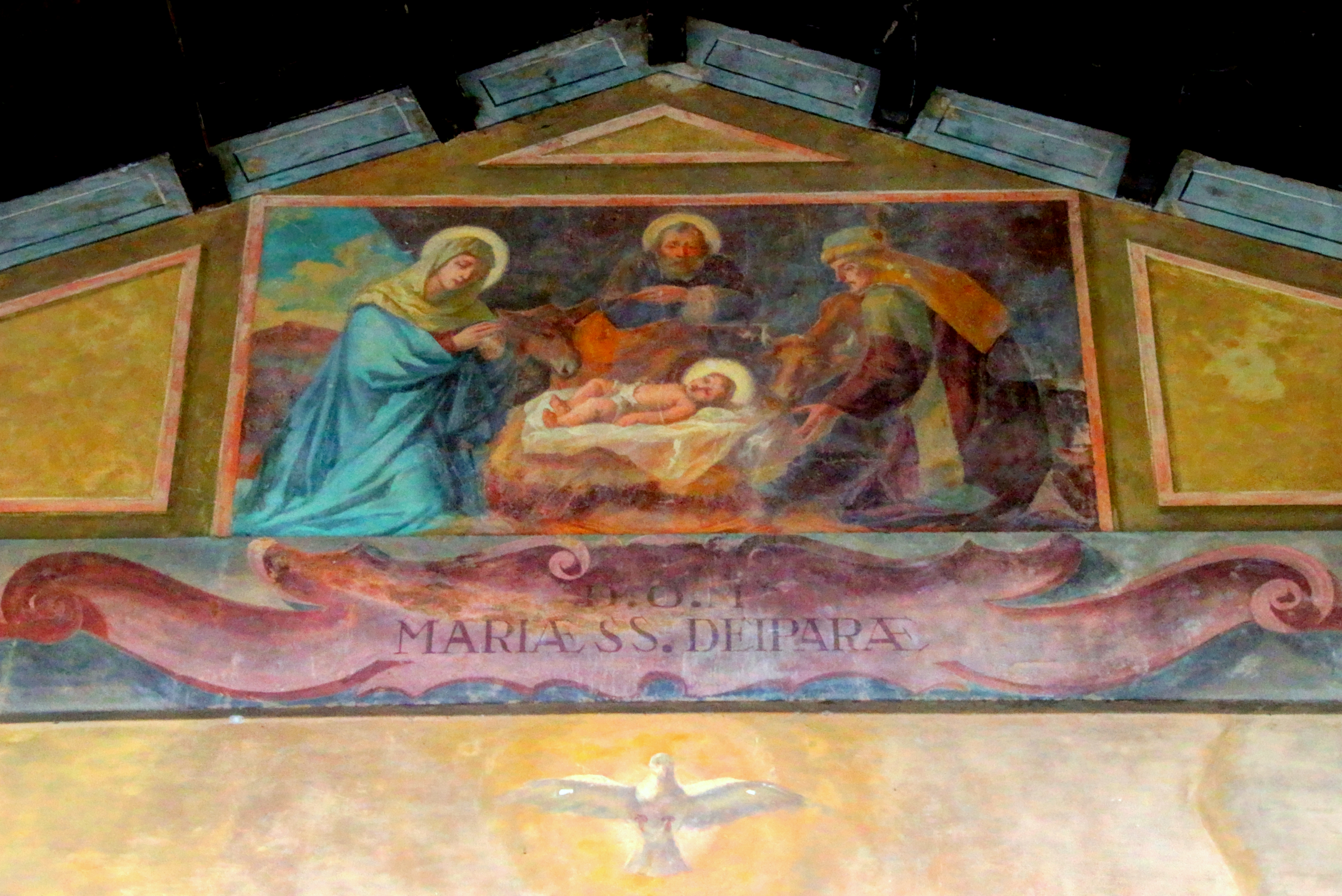
Affresco nella chiesa di Madonna in Veroncora